# Ростов-на-Дону
Росто́в-на-Дону́ (рос. Росто́в-на-Дону́) — місто на півдні Росії; адміністративний центр Ростовської області, а також адміністративний центр Південного федерального округу (з 13 травня 2000 року). Знаходиться на межі етнологічного регіону Донщина.
Заснований Грамотою імператриці Єлизавети Петрівни від 15 грудня 1749 року.
Розташований на південному сході Східно-Європейської рівнини, на берегах річки Дон, за 46 кілометрів від місця її впадання в Азовське море, за 1092 кілометри на південь від Москви.
Населення становить 1 026 398 осіб (2021), це одинядцяте за чисельністю населення місто Росії. Займає 1-ше місце серед міст Південного федерального округу (Ростов-на-Дону, Волгоград, Краснодар, Астрахань, Сочі). У межах Ростовської агломерації проживає понад 2,16 мільйонів осіб (четверта за чисельністю агломерація країни), Ростовський-Шахтинська поліцентрична агломерація-конурбація має близько 2,6 млн жителів (третя за чисельністю в країні).
Місто є великим адміністративним, культурним, науково-освітнім, промисловим центром і найважливішим транспортним вузлом Півдня Росії. Ростов — порт п'яти морів, значний промисловий, науковий та культурний центр півдня країни, важливий вузол транспортних магістралей.
Неофіційно Ростов нерідко іменують «Воротами Кавказу» і «Південною столицею Росії», донська, комбайнова «столиця», «Ростов-тато».
5 травня 2008 року указом президента Російської Федерації № 556 місту Ростову-на-Дону присвоєно почесне звання Російської Федерації «Місто військової слави».
У 2012 році Ростов-на-Дону посів 5 місце в рейтингу найпривабливіших міст Росії.
У 2018 році Ростов-на-Дону став одним з міст, у яких проводився чемпіонат світу з футболу.

## Походження назви міста

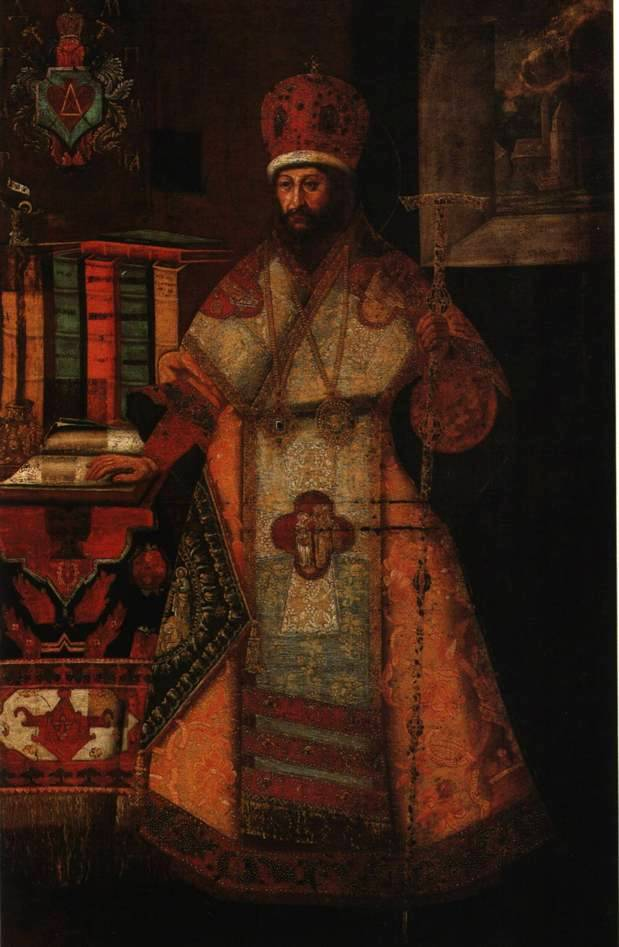
Митрополит Димитрій Ростовський, чиїм іменем названо Ростов-на-Дону.

Головне місто Донського краю, Ростов-на-Дону, назване так на честь видатного церковного діяча, українця за походженням, святого Димитрія Ростовського (Данила Туптала). Був митрополитом ростовським (у сучаснім місті Ростові Великім Ярославської області). Димитрій став єдиним святим, якого прославила Російська православна церква впродовж усього XVIII століття (1757-го року). В цей же самий час російська влада розпочинає будівництво воєнної фортеці в гирлі Дону.
Коли Російська імперія нарешті завоювала у турків гирло Дону та прагнула встановити контроль не лише над Кримським ханством, але і над донським і запорізьким козацтвом. Аби перекрити донцям вихід з Дону в Азовське море та мати під контролем як економічні так і політичні стосунки козаків з Кримом та Стамбулом, російська влада засновує нижче козацької столиці Черкаська, там де у Дін впадає річка Темерник, Темерницьку митницю, поруч з якою будується воєнна фортеця Святого Димитрія Ростовського та виникає Купецька слобода і поселення Багатий Колодязь, серед мешканців якого було і чимало українців.
1807-го року, згідно з наказом Олександра І, фортеця Святого Димитрія Ростовського, Темерницька митниця і Купецька слобода об'єднуються в єдине місто, під назвою Ростов, згодом Ростов-на-Дону.

## Фізико-географічна характеристика

### Географія

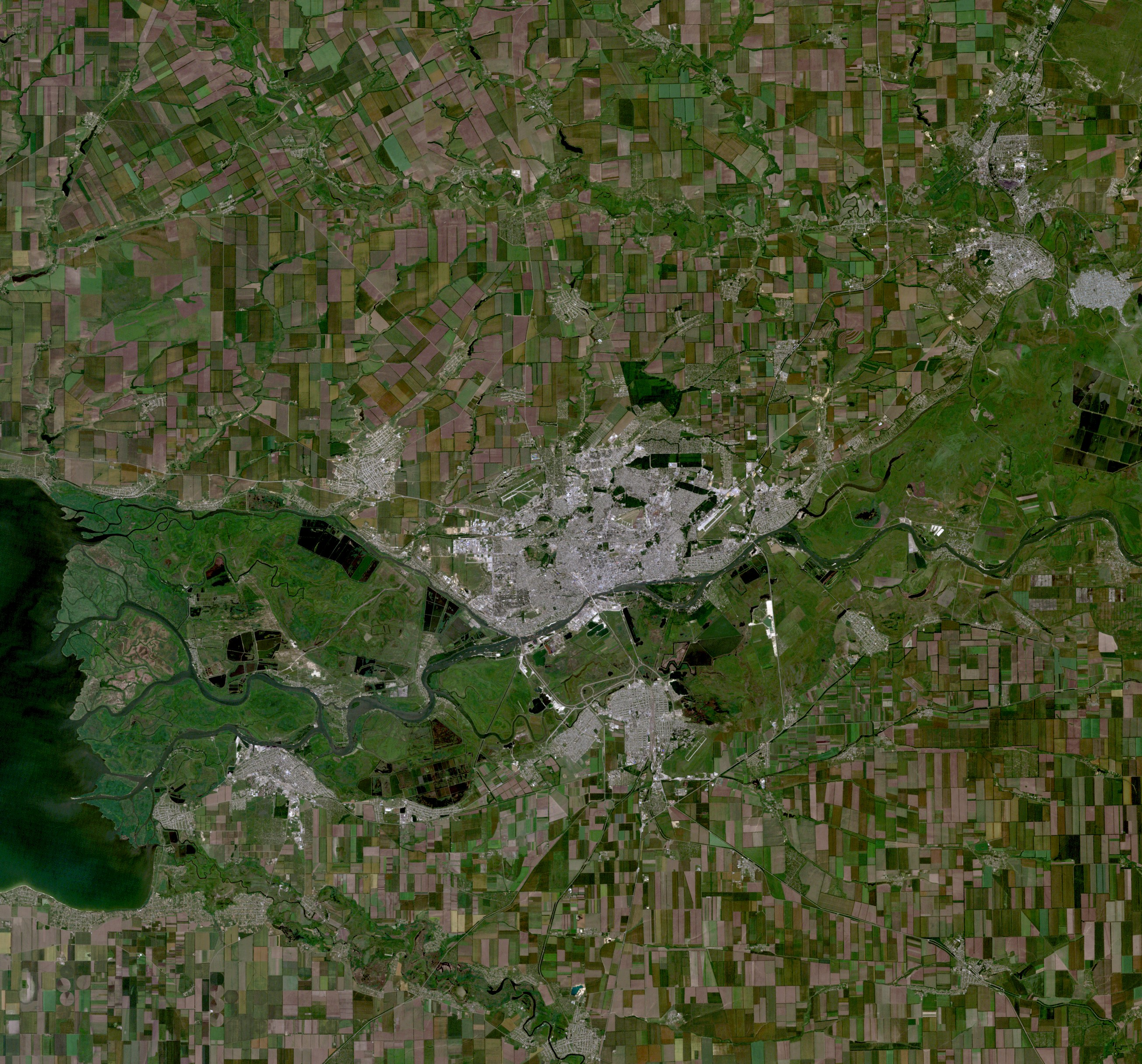
Ростов-на-Дону (у центрі) та його околиці, космічний знімок LandSat-5, 10 червня 2010

Яскраве південне місто Ростов-на-Дону здебільшого лежить на правому березі річки Дон, на лівому березі знаходяться деякі промислові підприємства та розважальні заклади (див. Левбердон). Південно-західні околиці міста примикають до дельті річки Дон (донським гирлах). Географія Ростова-на-Дону як сучасного міста складається з особливостей його розташування. Наразі він є центром Південного федерального округу, пов'язаний з найважливішими регіонами РФ трасами федерального значення.
Саме в ньому концентрується ядро індустріального та освітнього потенціалу Півдня Росії. Серед цікавих фактів можна відзначити той, що в цьому місті проходить географічна межа, що розділяє кордон між Європою та Азією — лівий (південний) берег Дону відноситься до Азії, а правий (північний) — до Європи. Географія Ростова-на-Дону як би підкреслює особливу значимість цього міста в історії не тільки країни, а й усього континенту.
Ще з XIX століття за містом закріпилося звання «Ворота північного Кавказу», оскільки в той час не було інших залізничних шляхів для транспортування пасажирів і вантажів у південному напрямку, крім тих, що проходили через Ростов. І тепер через Ростов-на-Дону проходять транспортні автомобільні та залізничні магістралі, що мають важливе федеральне значення. Трохи більше сорока кілометрів відділяють місто від Азовського моря, тим самим Ростов має вихід до п'яти морів: Азовського, Каспійського, Чорного, Балтійського та Білого.

### Клімат
Клімат Ростова-на-Дону помірно-континентальний, степовий. Середньорічні кліматичні показники встановилися: температура +9,9 °C, швидкість вітру 3,2 м / с, вологість повітря 72 %. Опадів випадає 650 мм на рік.
Зима м'яка і малосніжна; середня тривалість збереження снігового покриву становить 10-20 днів. Середня температура січень −2,9 °C, абсолютний мінімум спостерігався в цьому ж місяці і склав −31,9 °C в 1940 році. Тривалість опалювального сезону збігається з середньою тривалістю безморозного періоду і становить 6 місяців.
Літо спекотне, тривале і посушливе, з перевагою сонячної погоди; середня температура липня +28,3 °C. Абсолютний максимум спостерігався в серпні і склав +40,1 °C у 2010 році.
| Клімат Ростов-на-Дону    | Клімат Ростов-на-Дону | Клімат Ростов-на-Дону | Клімат Ростов-на-Дону | Клімат Ростов-на-Дону | Клімат Ростов-на-Дону | Клімат Ростов-на-Дону | Клімат Ростов-на-Дону | Клімат Ростов-на-Дону | Клімат Ростов-на-Дону | Клімат Ростов-на-Дону | Клімат Ростов-на-Дону | Клімат Ростов-на-Дону | Клімат Ростов-на-Дону |
| Показник                 | Січ.                  | Лют.                  | Бер.                  | Квіт.                 | Трав.                 | Черв.                 | Лип.                  | Серп.                 | Вер.                  | Жовт.                 | Лист.                 | Груд.                 | Рік                   |
| Абсолютний максимум, °C  | 15,0                  | 19,8                  | 26,0                  | 33,6                  | 35,6                  | 38,4                  | 39,6                  | 40,1                  | 38,1                  | 31,0                  | 25,0                  | 18,5                  | 40,1                  |
| Середній максимум, °C    | −0,1                  | 0,7                   | 6,9                   | 16,1                  | 22,3                  | 26,6                  | 29,2                  | 28,8                  | 22,6                  | 15                    | 6,3                   | 1,2                   | 14,6                  |
| Середня температура, °C  | −2,9                  | −3,1                  | 2,2                   | 10,6                  | 16,8                  | 20,9                  | 23,3                  | 22,6                  | 16,7                  | 10,0                  | 2,9                   | −1,7                  | 9,9                   |
| Середній мінімум, °C     | −5,3                  | −5,6                  | −0,9                  | 6,1                   | 11,4                  | 15,8                  | 18,0                  | 16,9                  | 11,8                  | 6,2                   | 0,3                   | −4                    | 5,9                   |
| Абсолютний мінімум, °C   | −31,9                 | −30,9                 | −28,1                 | −10,4                 | −4,3                  | −0,1                  | 7,6                   | 2,6                   | −4,6                  | −10,4                 | −25,1                 | −28,5                 | −31,9                 |
| Норма опадів, мм         | 59                    | 53                    | 51                    | 47                    | 56                    | 70                    | 53                    | 44                    | 49                    | 39                    | 53                    | 69                    | 643                   |
| ------------------------ | --------------------- | --------------------- | --------------------- | --------------------- | --------------------- | --------------------- | --------------------- | --------------------- | --------------------- | --------------------- | --------------------- | --------------------- | --------------------- |
| Джерело: Погода і клімат |                       |                       |                       |                       |                       |                       |                       |                       |                       |                       |                       |                       |                       |

## Історія
1713 року в гирлі річки Темерник в Дон росіянами був побудований Темерницький форпост.
У грудні 1749 року імператриця Єлісавета наказала заснувати Темерницьку митницю біля гирла річки Темерник, яка була на той час російським кордоном. У Темернику, на високому березі Дону у «Багатого Колодязя» будується порт і Купецька слобода.
1761 року була закладена фортеця Святого Димитрія Ростовського, за необхідністю захисту багатіючого Темерницького поселення. Фортеця була у плані зірки о 9-ти вершинах і лежала у межах сучасних вулиць Станиславського, Горького, проспекту Чехова і Кріпосного провулка.
Після російсько-турецьких війн 1768–1774 і 1787–1791 років темерницька фортеця втратила своє військове значення. Кордони пересунулися на південь до річки Кубань, а фортеця стала тилом Кубанського корпусу генерала Суворова.
14 грудня 1779 року на запрошення Катерини ІІ-ї у цю місцевість починають переселятися кримські вірмени-християни. Для 12 тисяч вірмен були виділені 20 тисяч десятин землі, засноване місто Нор-Нахічевань (Нова Нахічевань) і 5 навколишніх вірменських селищ.
З 1784 року фортеця Димитрія Ростовського разом з Нахічеванню, Таганрогом і Азовом входила до Маріупольського повіту Катеринославського намісництва. З 1796 року Маріупольський повіт увійшов до Новоросійської губернії. 1797 року губернія поділена заново на 12 повітів, у тому числі Ростовський повіт. 1802 року Ростовський повіт входить до складу Катеринославської губернії.
17 серпня 1807 року в наказі Олександра І про переведення повітових установ з Таганрогу до Ростова, яким так назване вперше темерницьке поселення фортеці Святого Димитрія Ростовського.
Згодом назва змінилася на Ростов-на-Дону на відміну від Ростова Великого. З 1838 року змінила свою назву Нахічевань на Нахічевань-на-Дону.
Завдяки вигідному географічному положенню Ростов-на-Дону швидко розвивався, зокрема після його зв'язку 1871 року залізницею з Москвою;
1887 року відійшов до Області Війська Донського.
На початку 20 століття Ростов-на-Дону став найбільшим торговельним і портовим містом південної частини Російської Імперії та великим промисловим центром.
У 1915–1920 рр. Ростов був осередком галицьких москвофілів, яких туди евакуйовано (Галицький-Руський комітет з Володимиром Дудикевичем на чолі, гімназія для галичан) а в університеті, перенесеному з Варшави, навчалося багато українців і діяла Українська Громада.

### Громадянська війна

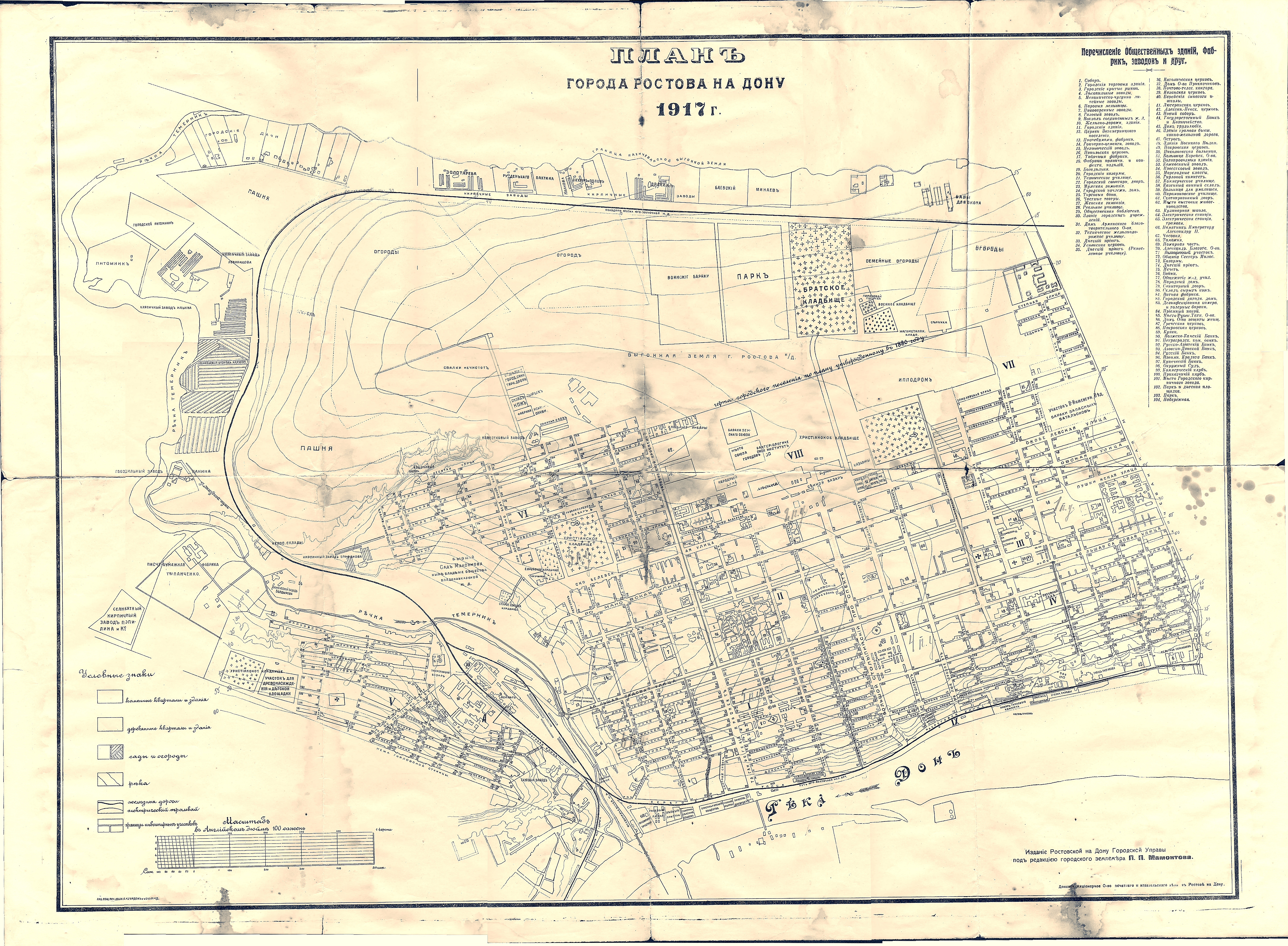
Карта міста, 1917

До 1917 року місто по праву вважалося містом-купцем, будучи третім у Росії за величиною зовнішньоекономічного торговельного товарообігу.
Під час Громадянської війни 1918—1920 Ростов зіграв помітну роль як один із центрів Білого руху. У перші формування Добровольчої армії входив Ростовський добровольчий полк — з учнівської молоді Ростова-на-Дону. 10 січня 1920 року в місто увійшла 1-ша Кінна армія під командуванням Семена Будьонного. Радянський період історії Ростова-на-Дону розпочався 11 лютого 1920 року, коли Біла армія пішла з міста.

### Міжвоєнні роки
Наприкінці 1920-х у Ростові-на-Дону почалося активне будівництво. У 1926 році був закладений гігант радянського сільськогосподарського машинобудування завод «Ростсільмаш»..29 листопада 1935 відкрито найбільший в країні драматичний театр ім. М. Горького з глядацьким залом на 2200 місць і з унікальною архітектурою будівлі (у вигляді трактора), де працювали відомий режисер Ю. О. Завадський, актори В. П. Марецька і Р. Я. Плятт.
Архітекторами театру були Щуко і Гельфрейх. Будівництво велося колективом працівників «Театростроя», директором якого був А. М. Стамблер.
28 грудня 1928 року вийшла Постанова комісії ВЦВК СРСР «Про об'єднання міст Ростова і Нахічевані-на-Дону в одне місто Ростов-на-Дону», після чого місто Нахічевань-на-Дону став Пролетарським районом міста Ростова-на-Дону. Це об'єднання привело до будівництва в місті Ростов-на-Дону ряду адміністративних будівель. У 1930 році планувалося побудувати Крайової будинок Рад на площі Нового базару і на місці Нового собору Олександра Невського, який збиралися знести (що й було потім зроблено — собор підірвали).
13 вересня 1937 року постановою ВЦВК Азово-Чорноморський край був розділений на Краснодарський край з центром у м. Краснодарі та Ростовську область з центром у м. Ростові-на-Дону. У 1939 році Ростов-на-Дону вже обіймав 4-те місце в РРФСР за кількістю мешканців — 510 тис. осіб. До 1940 року розмір міста збільшився більш ніж у два рази.

### Німецько-радянська війна

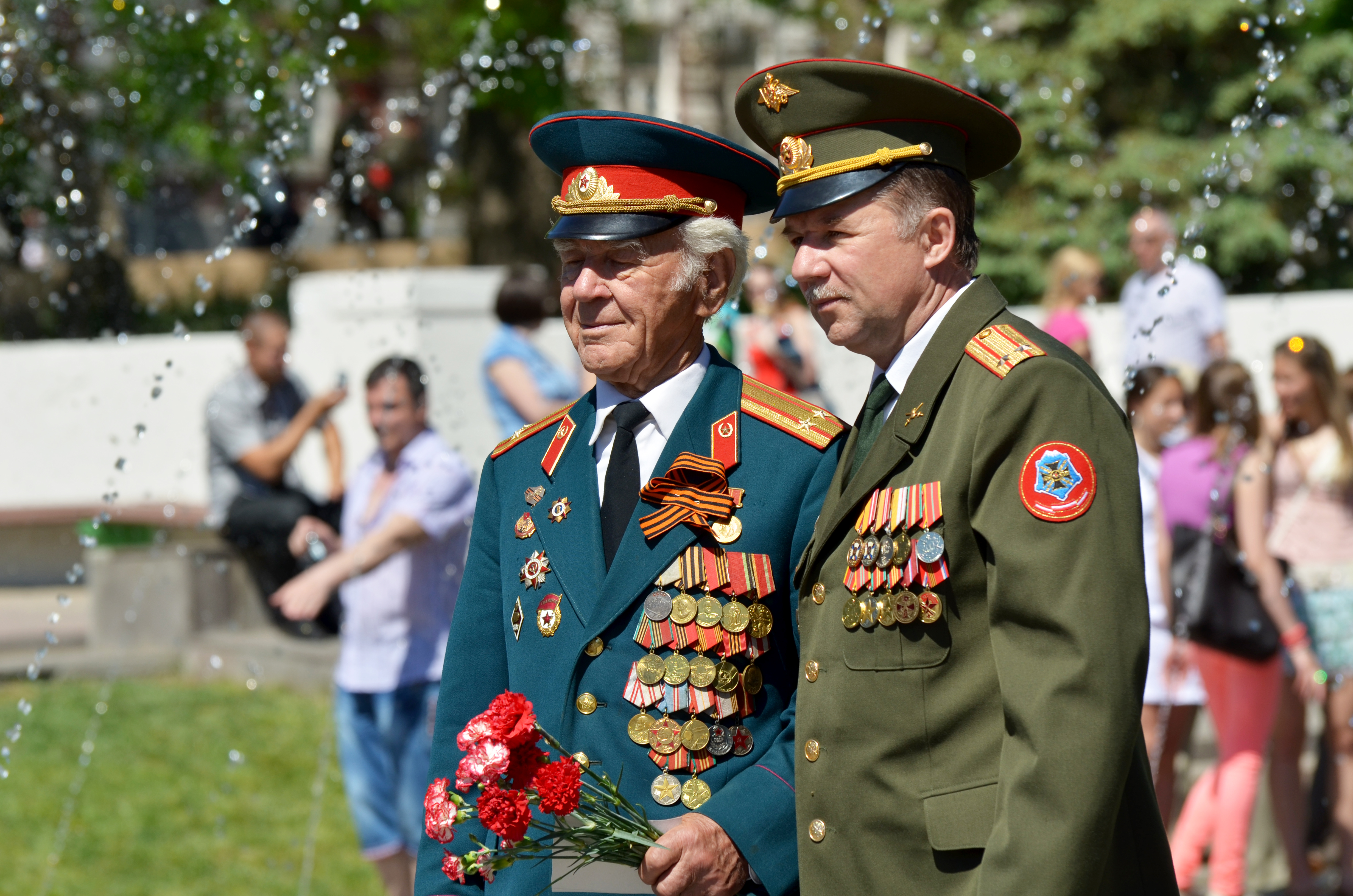
9 травня в Ростові-на-Дону

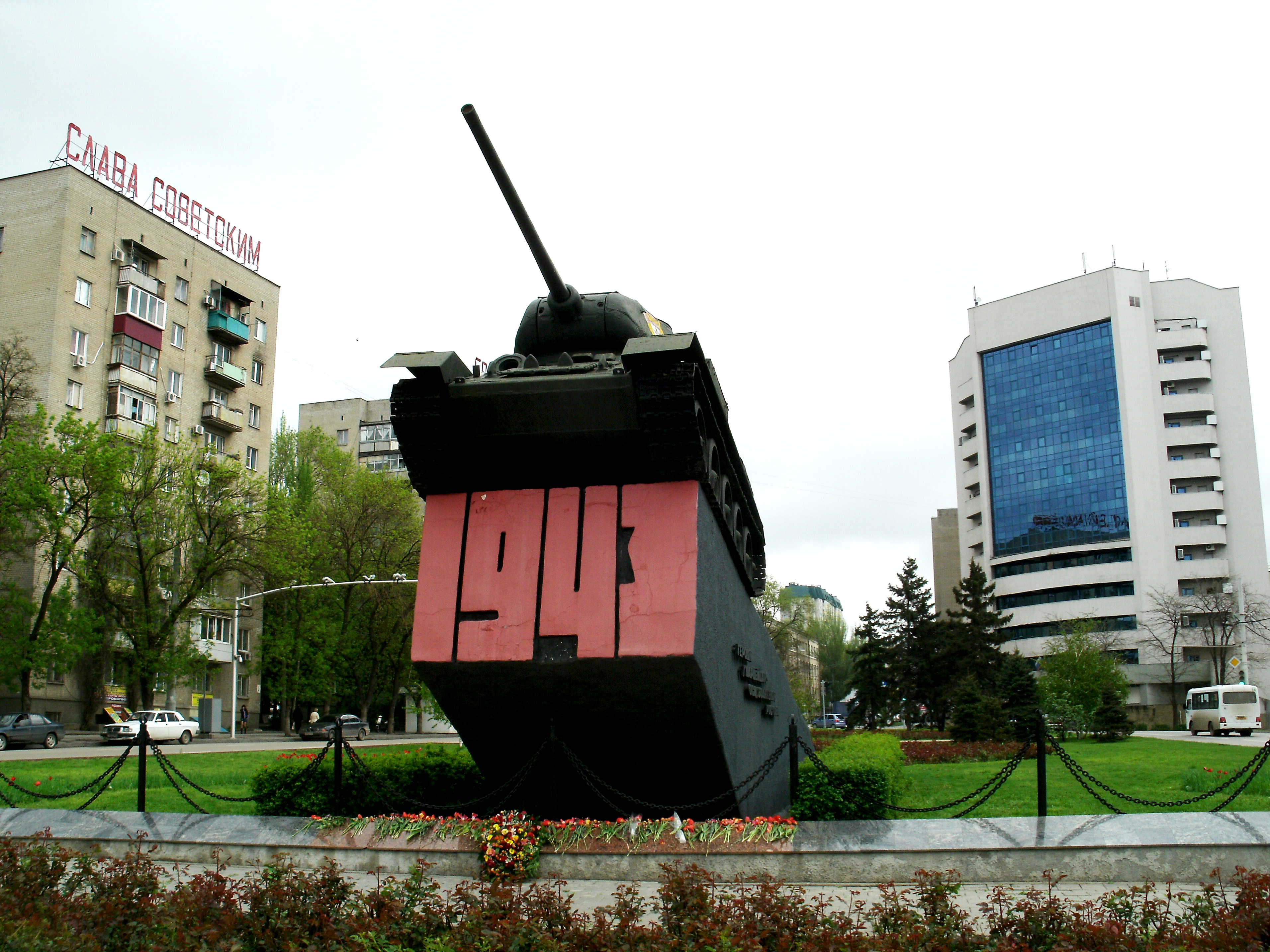
Пам'ятник воїнам-танкістам, які визволяли місто

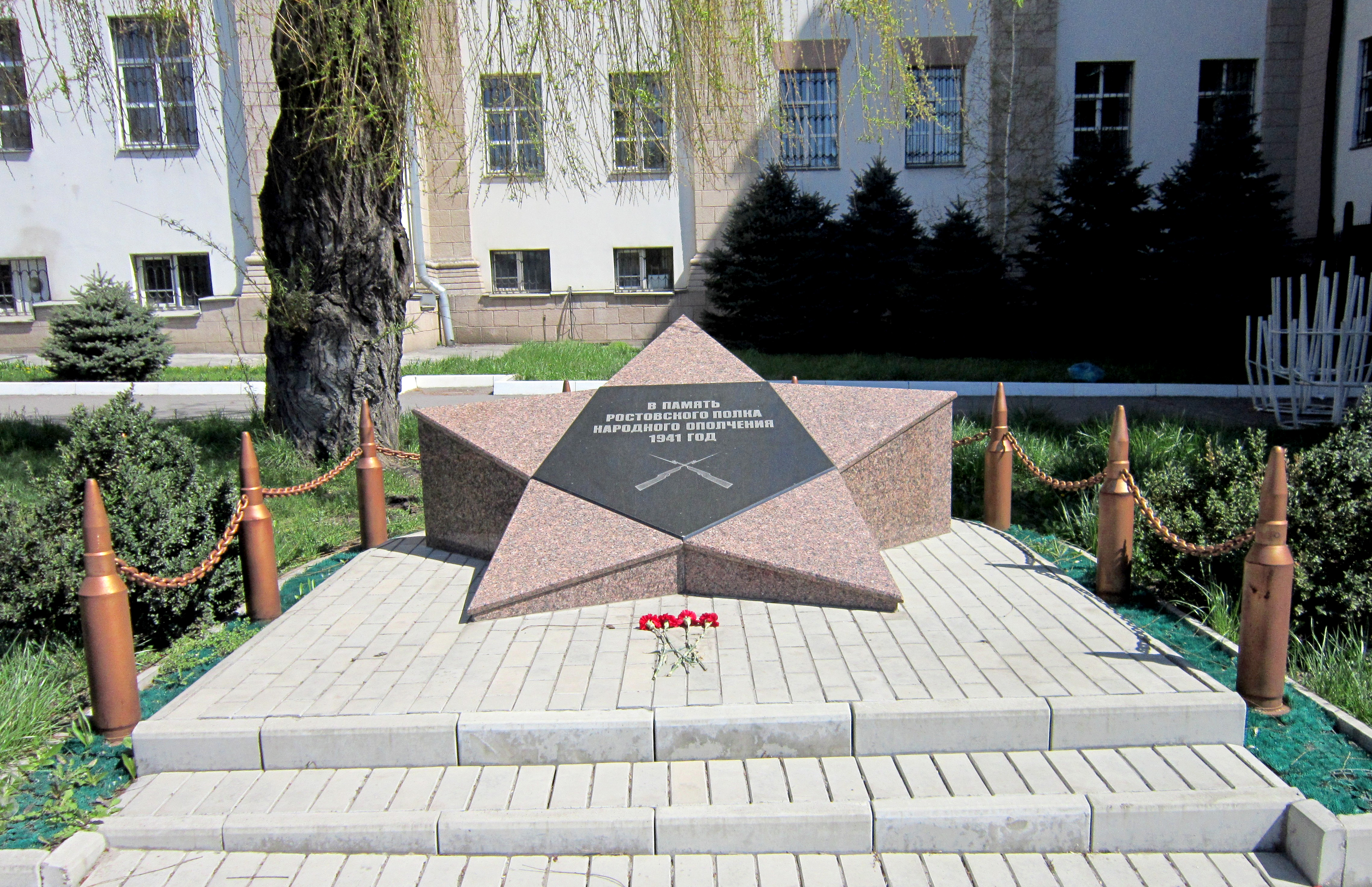
Пам'ятник бійцям Зіньківського полку народного ополчення 1941 рік

Німецькі війська займали Ростов-на-Дону двічі: восени 1941 року і влітку 1942 року.
Уперше німецькі війська підійшли до міста 17 листопада 1941. Наступ вів 3-й танковий корпус 1-ї танкової армії під командуванням Е. фон Макензена у складі 13-й і 14-й танкових дивізій, 60-й моторизованої піхотної дивізії і 1-ї дивізії СС. Захищали місто частини 56-й армії РСЧА, під командуванням генерала Ф. М. Ремезова, до складу якої поряд з іншими частинами входили 339-та Ростовська стрілецька дивізія і Ростовський стрілецький полк народного ополчення, сформовані з місцевих жителів.
20 листопада війська вермахту увійшли в місто. 1-й батальйон дивізії СС прорвався до залізничного мосту і захопив його неушкодженим.
Через тиждень, 28 листопада, радянські війська під командуванням маршала С. К. Тимошенко зробили контрнаступ і відбили місто. Визволення Ростова стало першою значною перемогою Червоної Армії в початковий період війни (22 червня 1941 — 18 листопада 1942).
Ростов-на-Дону залишався радянським до липня 1942 року, коли, після провалу наступу Червоної Армії під Харковом, німецьке командування почало наступ на Кубань і Кавказ. 24 липня 1942 року в Ростов увійшла 17-та армія вермахту.
Місцем масового знищення мирного населення стала Зміївська балка на околиці міста, де нацистами було вбито 27 тисяч осіб. Всього нацистами було знищено понад 40 тисяч людей, 53 тисячі ростовчан було заслано в Німеччину на примусові роботи.
Війна завдала місту великої шкоди: Ростов-на-Дону увійшов до числа десяти найбільш постраждалих від війни міст Росії. У місті в ході бойових дій було знищено близько 12 тисяч будинків.
14 лютого 1943 року після радянської перемоги під Сталінградом в ході загального відступу вермахту на південній ділянці Східного фронту, Ростов-на-Дону був остаточно визволений від німецьких військ.
У 1941–1942 роках на Ворошиловському проспекті міста знаходився штаб Ростовського дивізійного району ППО, в 1943 році перейменований на Ростовський корпусний район ППО.

### Післявоєнний період

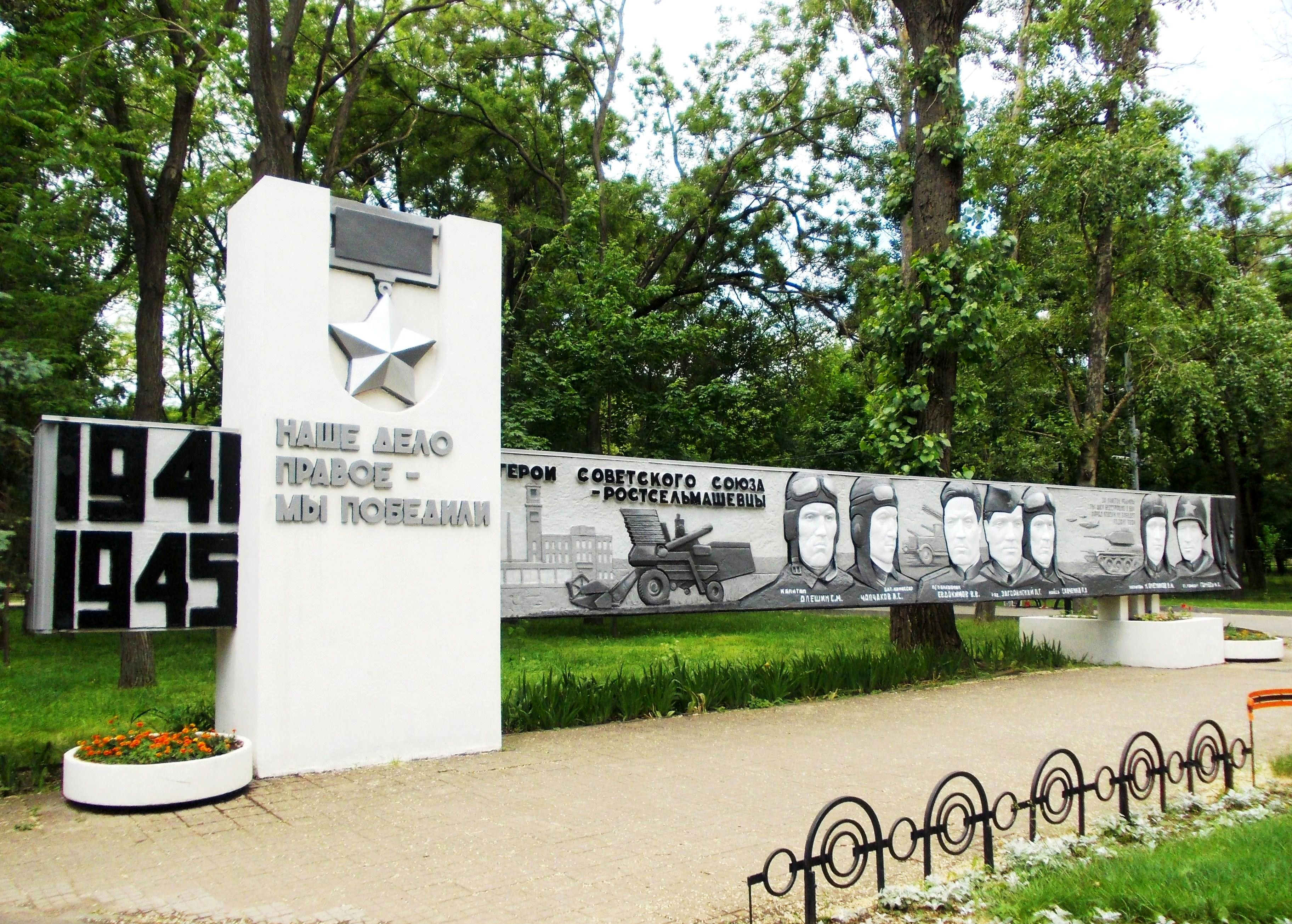
Стела Героїв Радянського Союзу

9 серпня 1945 року був затверджений генеральний план відновлення міста, розроблений під керівництвом академіка архітектури В. Н. Семенова. А в листопаді ростовці дізналися, що їх місто включено до числа 15 найбільших і найстаріших російських міст, що підлягають відновленню в першу чергу. Місто почало дуже швидко реставруватися. Відновлювалися і будувалися нові підприємства. Разом з ними відновлювався і саме місто. Була упорядкована Міська набережна, яка стала одним з улюблених місць відпочинку для мешканців міста.
У 1961 році до складу Ростова-на-Дону була включена станиця Александровська, що увійшла до складу Пролетарського району.
У 1963 році відновлений Ростовський академічний театр драми ім. М. Горького
У 1965 році був відкритий новий Ворошиловський міст.
У 1970-ті роки була проведена реконструкція «Ростсільмашу» та інших великих підприємств міста.
У результаті масового житлового будівництва — були побудовані великі житлові масиви — Західний, а потім і Північний. Фактично площа житлового фонду міста за три десятиліття більш ніж подвоїлася.
У 1987 році Ростов-на-Дону став одним з міст СРСР з чисельністю населення більше мільйона людей, перебуваючи за цим показником на 23 місці.

#### Вогонь Вічної слави
9 травня 1959 року в Ростові-на-Дону був запалений Вічний вогонь (Вогонь Вічної слави) в пам'ять про полеглих. Пам'ятник Вічний вогонь був відкритий біля Братської могили на площі Карла Маркса. Вдень і вночі, в дощ і заметіль палахкотить Вогонь Вічної слави біля братської могили, де в 1943 році були поховані 301 людина — радянські воїни і мирні громадяни, полеглі в період німецької окупації і в боях при обороні та відновленні радянського контролю над містом Ростов-на-Дону, 14 лютого 1943 року місто повністю опинилося під контролем СРСР. Кожна школа (гімназія, ліцей) чергує біля вічного вогню протягом тижня.

#### Північно-Кавказький військовий округ
У Ростові розташовувався штаб нині скасованого Північно-Кавказького військового округу.
6 липня 2010 року Президент Росії підписав указ про створення в Росії замість шести військових округів чотирьох об'єднаних стратегічних командувань (ОСК). У ОСК «Південь» (Південний військовий округ) зі штабом в Ростові-на-Дону увійшли: Північно-Кавказький військовий округ, південна частина Приволзько-Уральського ВО, Чорноморський флот, 4 командування ВПС і ППО, Каспійська флотилія.

#### Стела «Місто військової слави»
Стели на площі перед будівлею аеропорту в Первомайському районі, відповідно до постанови Адміністрації міста Ростова-на-Дону площі, де розташований новий меморіал, присвоєно найменування «Площа Військової Слави».

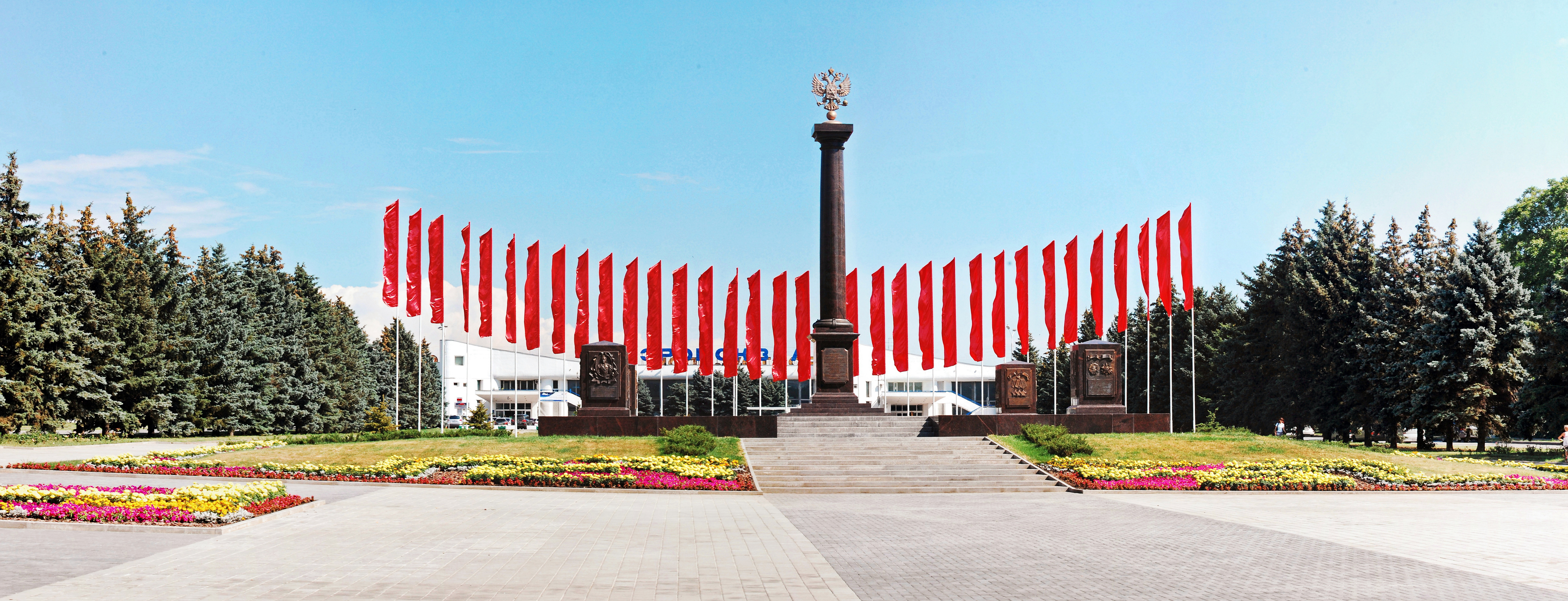
Стела «Місто військової слави»

## Органи влади

### Адміністративний поділ

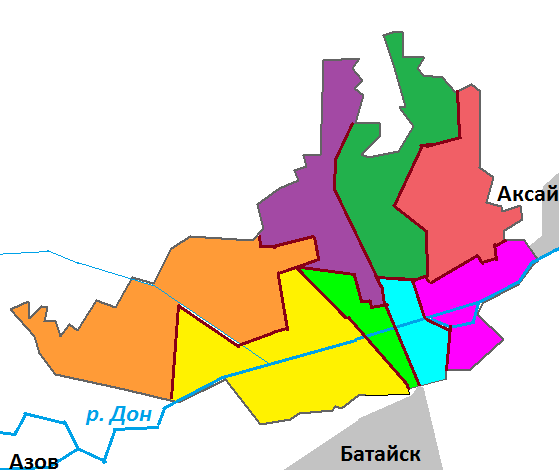
Адміністративний поділ

| № | Район                | Площа, км² | Населення, осіб |
| - | -------------------- | ---------- | --------------- |
| 1 | Ворошиловський район | 38,0       | 215 400         |
| 2 | Залізничний район    | 69,0       | 102 200         |
| 3 | Кіровський район     | 18,6       | 65 200          |
| 4 | Ленінський район     | 13,0       | 80 900          |
| 5 | Октябрський район    | 49,5       | 166 200         |
| 6 | Первомайський район  | 44,1       | 182 100         |
| 7 | Пролетарський район  | 37,1       | 119 800         |
| 8 | Совєтський район     | 85,4       | 178 000         |

Нині у місті будуються:
- Дев'ятий район — Левенцовський, офіційно входить в адміністративні межі Радянського району, один з головних проспектів якого отримав ім'я Олександра Солженіцина[8][9].
- Десятий район — Суворовський, призначений для компактного проживання військовослужбовців та пенсіонерів Міністерства оборони та членів їхніх сімей.

### Міські свята
- Вперше в історії Ростова-на-Дону 20 вересня 1864 року став Днем міста, це визначна подія було відсвятковано з широким розмахом.
- Зараз свято День міста святкується у третю неділю вересня.

## Населення

### Національний склад

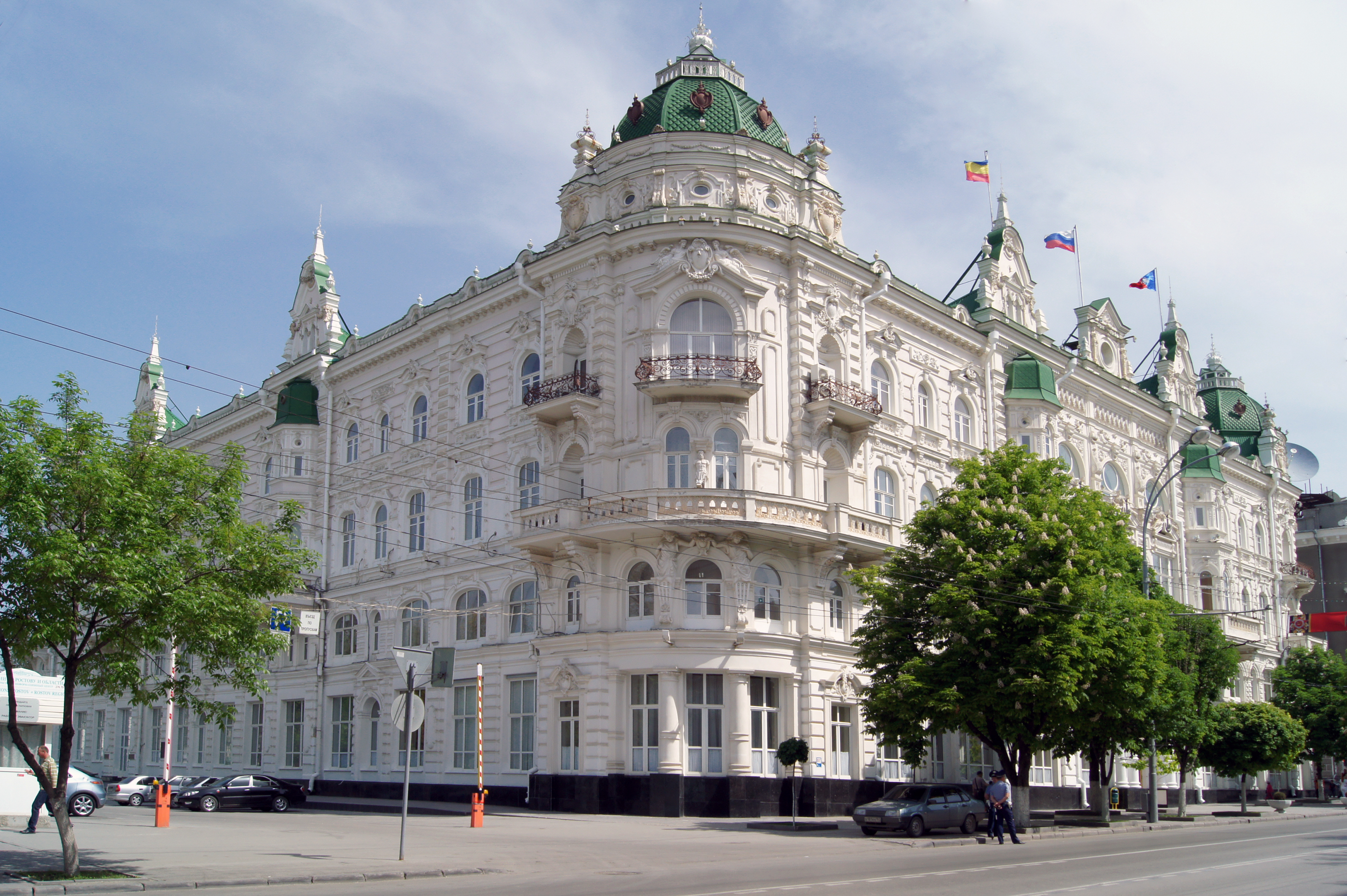
Ростовська мерія і міська дума

Національний склад міста Ростов-на-Дону був завжди предметом уваги влади міста та області, але далі постійного згадування у пресі про те, що «наше місто багатонаціональне» розмови не йшли. У Ростові живуть представники понад 100 національностей, для яких він став рідним. 1926 року на 308 100 мешканців було 59 200 (19,2 %) українців.
| Народ               | Національний склад за всеросійської Перепису 2010 року |
| ------------------- | ------------------------------------------------------ |
| Росіяни             | 960 883 (90,1 %)                                       |
| Вірмени             | 41 553 (3,4 %)                                         |
| Українці            | 16 249 (1,5 %)                                         |
| Азербайджанці       | 6 739 (0,6 %)                                          |
| Татари              | 5 299 (0,5 %)                                          |
| Грузини             | 3 960 (0,4 %)                                          |
| Білоруси            | 2 874 (0,3 %)                                          |
| Корейці             | 2 792 (0,3 %)                                          |
| Євреї               | 2 403 (0,2 %)                                          |
| Лезгини             | 1 660 (0,2 %)                                          |
| Киргизи             | 1 374 (0,1 %)                                          |
| Узбеки              | 1 188 (0,1 %)                                          |
| Чеченці             | 1 073 (0,1 %)                                          |
| Осетини             | 992 (0,1 %)                                            |
| Греки               | 950 (0,1 %)                                            |
| Інгуші              | 928 (0,1 %)                                            |
| Цигани              | 893 (0,1 %)                                            |
| Таджики             | 852 (0,1 %)                                            |
| Інші національності | 13 861 (1,7 %)                                         |

### Динаміка
Населення в Ростові-на-Дону за останні роки стабільно збільшується:
| 1811   | 1840   | 1863   | 1897   | 1914   | 1923   | 1926   | 1931   | 1939   | 1956   | 1959   | 1962   | 1967   | 1970   | 1973   | 1975   | 1976   | 1979   | 1982   | 1985   |
| ------ | ------ | ------ | ------ | ------ | ------ | ------ | ------ | ------ | ------ | ------ | ------ | ------ | ------ | ------ | ------ | ------ | ------ | ------ | ------ |
| 4,0    | 12,6   | 29,3   | 119,5  | 172,3  | 231,4  | 327,7  | 425,1  | 502,9  | 552,0  | 599,5  | 661,0  | 757,0  | 788,8  | 845,0  | 898,0  | 898,0  | 934,1  | 966,0  | 991,0  |
| 1986   | 1989   | 1990   | 1991   | 1992   | 1993   | 1994   | 1995   | 1996   | 1997   | 1998   | 1999   | 2000   | 2001   | 2002   | 2003   | 2004   | 2005   | 2006   | 2007   |
| 992,0  | 1007,8 | 1013,3 | 1016,1 | 1027,1 | 1025,0 | 1023,0 | 1026,0 | 1024,5 | 1023,0 | 1020,0 | 1017,3 | 1012,7 | 1009,0 | 1068,0 | 1068,3 | 1062,0 | 1058,0 | 1054,9 | 1051,6 |
| 2008   | 2009   | 2010   | 2011   | 2012   | 2013   | 2014   |        |        |        |        |        |        |        |        |        |        |        |        |        |
| 1048,7 | 1049,0 | 1090,0 | 1096,5 | 1096,4 | 1103,7 | 1109,8 |        |        |        |        |        |        |        |        |        |        |        |        |        |

### Статево-віковий склад
Чисельність працездатного населення Ростова-на-Дону станом на 1 січня 2012 оцінювалася в 63,2 %, старшого працездатного 23,7 % осіб і молодшого працездатного — 13,1 % осіб.
Частка чоловіків у населенні міста склала 45,6 %, жінок — 54,4 %.
| Міське населення | Міське населення | Міське населення |
| ---------------- | ---------------- | ---------------- |
| Всього           | Чоловіки         | Жінки            |
| 1 099 548        | 499 562          | 596 886          |

### «Великий Ростов»
Міністерство регіонального розвитку Росії підготувало програму створення восьми суперміст, агломератівних центрів з багатомільйонним населенням. Проєкт стосується і Ростовської області. «Великий Ростов» — перший рівень Ростовської агломерації, що включає агломераційне ядро — Ростов-на-Дону і розташовані в 10-12-кілометровій зоні міста-супутники. Найвідомішими з них є Батайськ, Аксай та Чалтир.

## Нагороди
4 грудня 1970 року Ростов-на-Дону був нагороджений орденом Леніна, за великі успіхи, досягнуті трудящими міста в господарському і культурному будівництві, у виконанні завдань п'ятирічного плану з розвитку промислового виробництва і особливо галузей машинобудування, Указом від 4 грудня 1970 нагородив місто Ростов-на-Дону.
25 лютого 1982 — орденом Вітчизняної війни I ступеня, за мужність і стійкість, виявлені трудящими міста в роки німецько-радянської війни, і за успіхи, досягнуті у господарському і культурному будівництві.
У 2008 році місту присвоєно почесне звання Російської Федерації «Місто військової слави».

## Релігія
Ростов-на-Дону — єпархіальний центр Донський митрополії, Ростовської та Новочеркаської єпархії, Російської православної церкви; тут розташований Кафедральний Собор Різдва Пресвятої Богородиці. У місті діє близько 41 православних храмів (в тому числі, Свято-Александринский храм, 1904 рік), більшість з яких було побудовано після 1990 року.
Ростов-на-Дону є також центром Донської і Кавказької єпархії, Російської православної старообрядської церкви — кафедральний Покровський собор проєктував петербурзький архітектор В. А. Покровський.
Також у місті є:
католицька церква Таємної Вечері, 3 вірменських церкви (Церква Сурб Карапет (Святого Петра), Церква Сурб Хач (Святого Хреста), Церква Сурб Арутюн (Святого Воскресіння)), грецька церква, синагога, мечеть, буддійський центр Діамантового Шляху лінії Карма Каг'ю, буддійський центр Геше Джампа Тінлея «Дромтонпа» лінії Гелуг, 6 храмів Церкви Адвентистів сьомого дня, а також кілька громад Церкви Євангельських християн-баптистів і протестантів.

Церкви Ростова-на-Дону
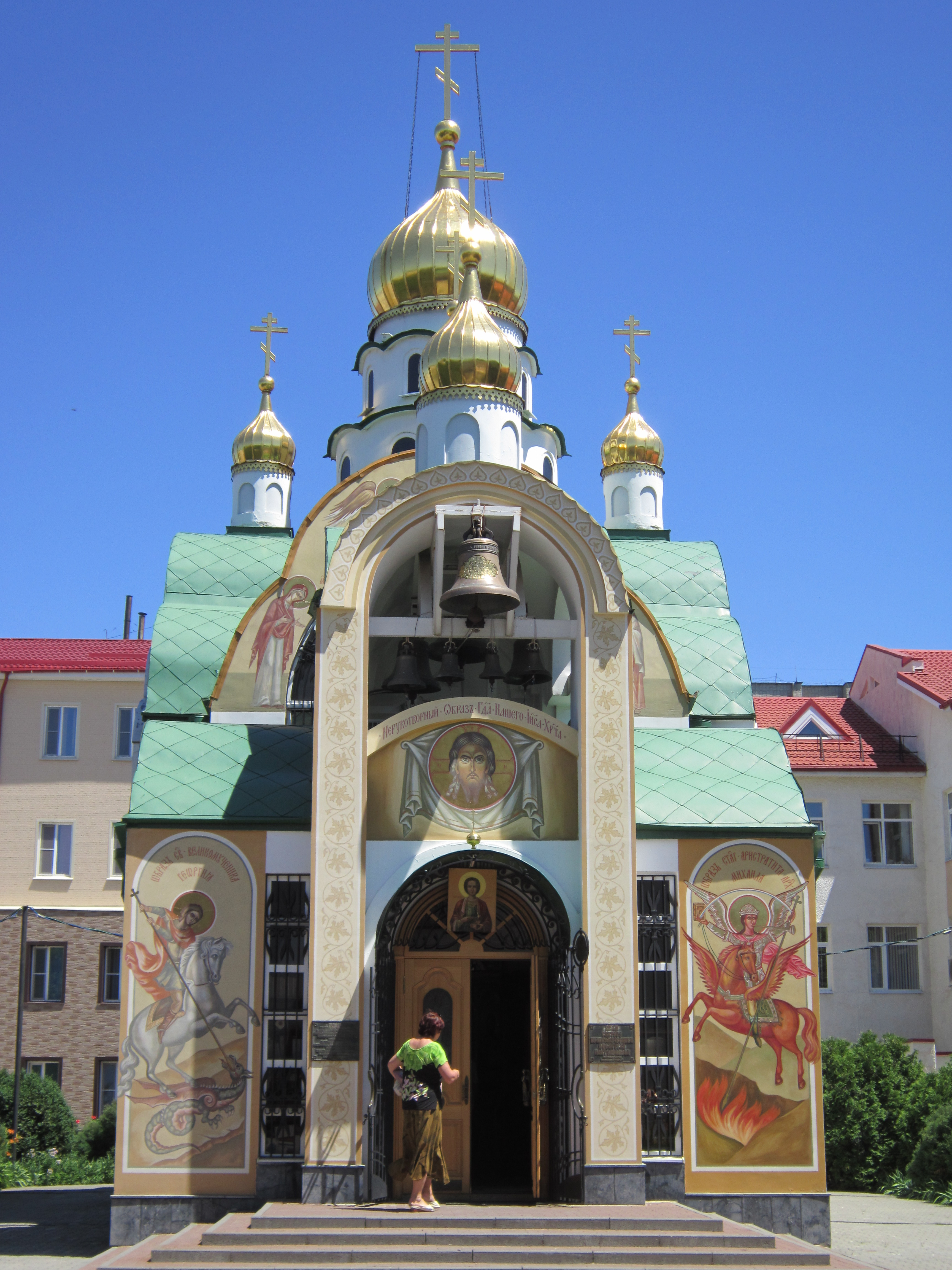
Храм Святого Великомученика і цілителя Пантелеймона
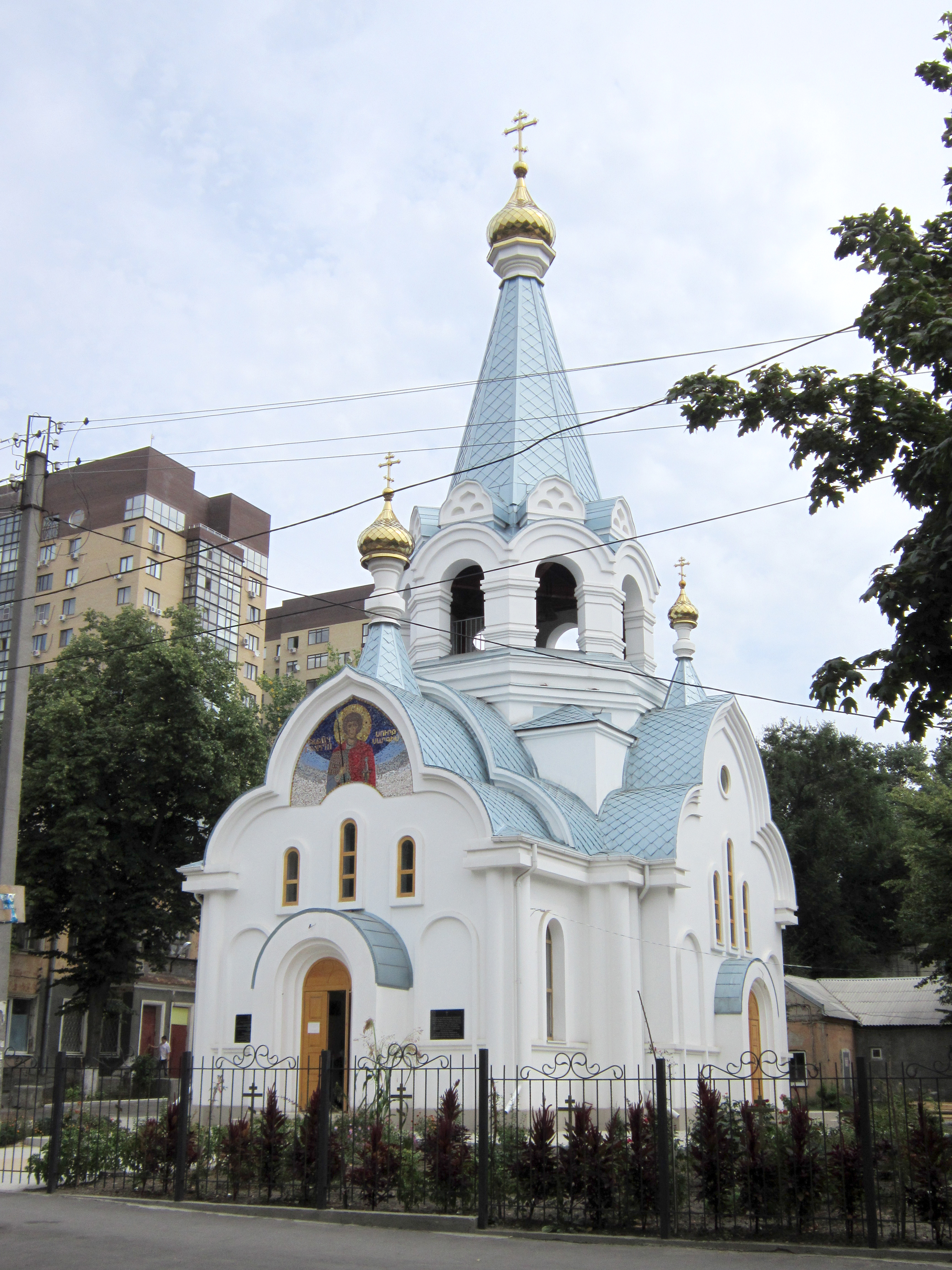
Свято-Георгіївський храм
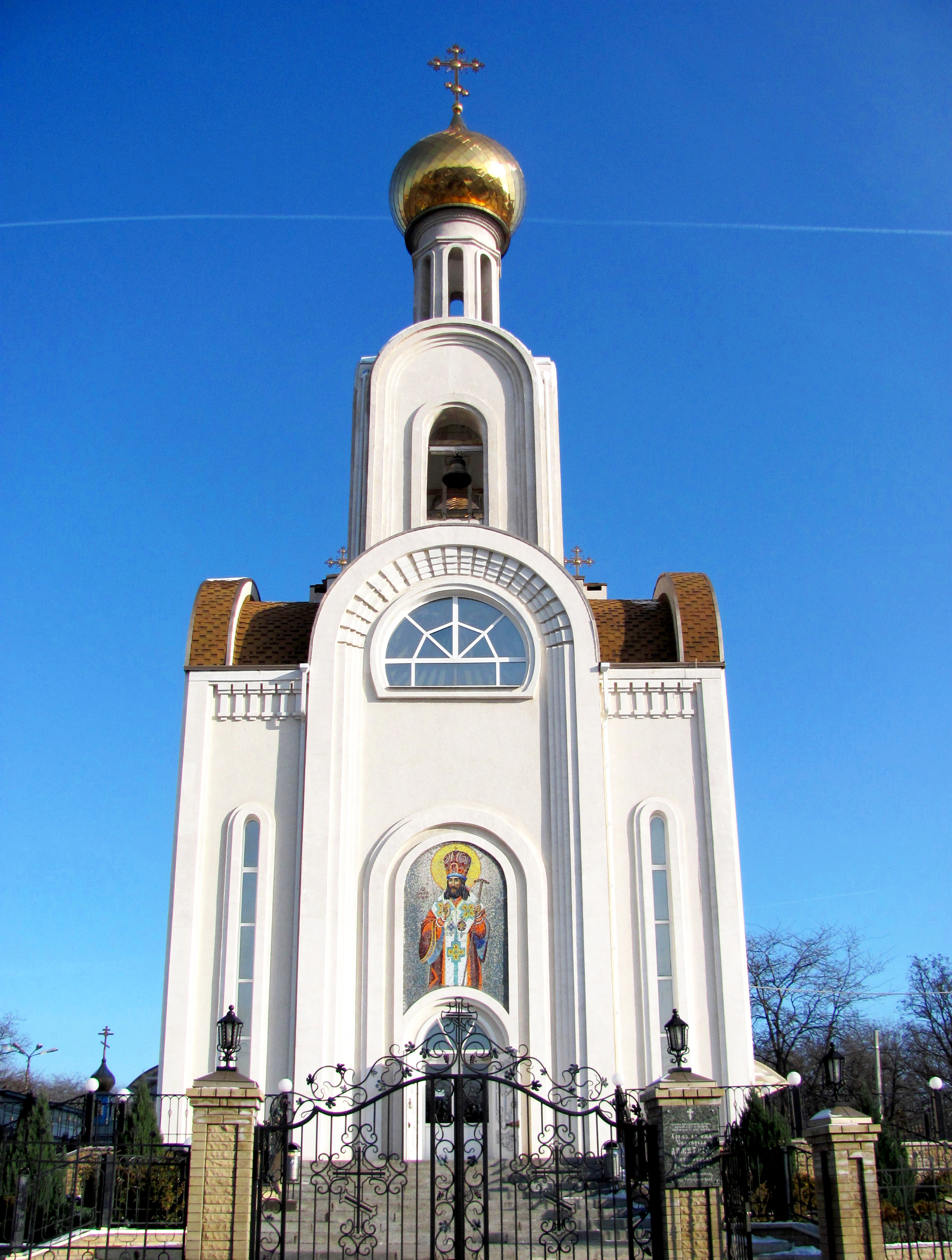
Храм в ім'я святителя Димитрія Митрополита Ростовського
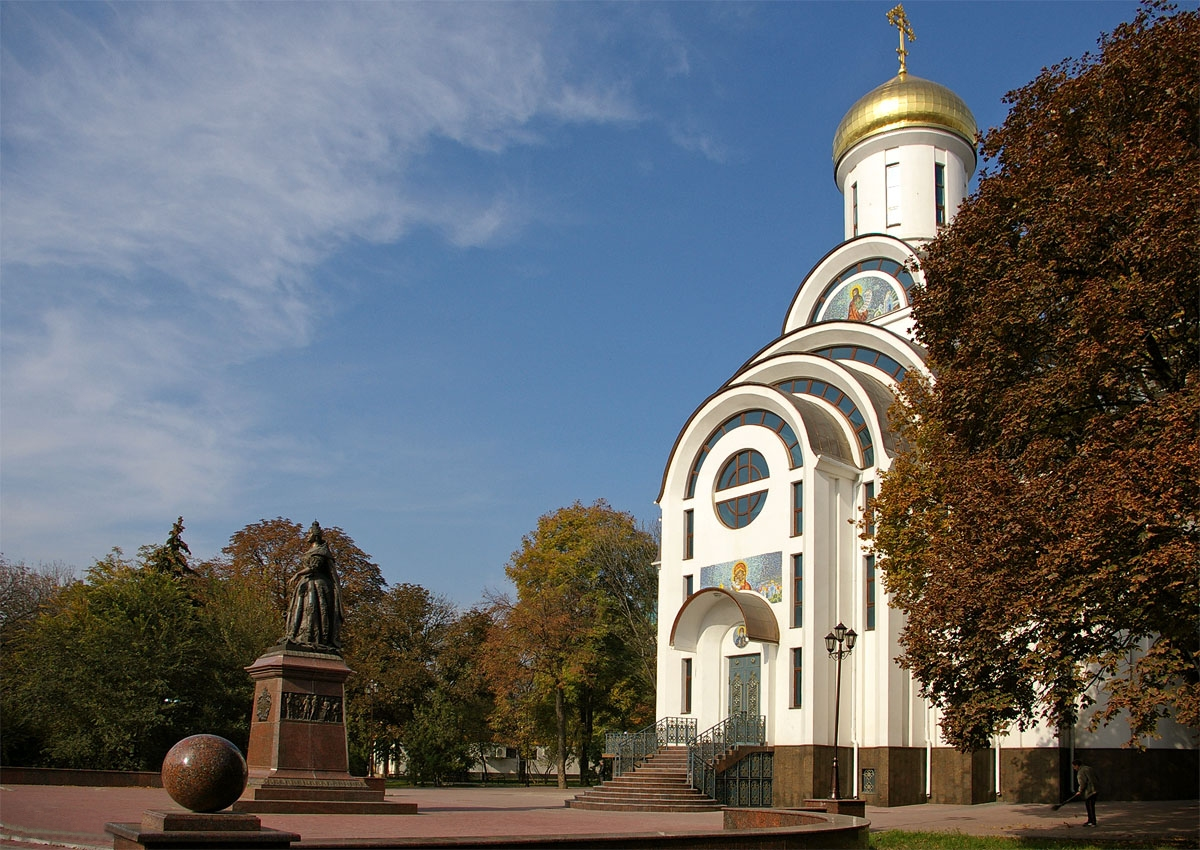
Старо-Покровський Храм
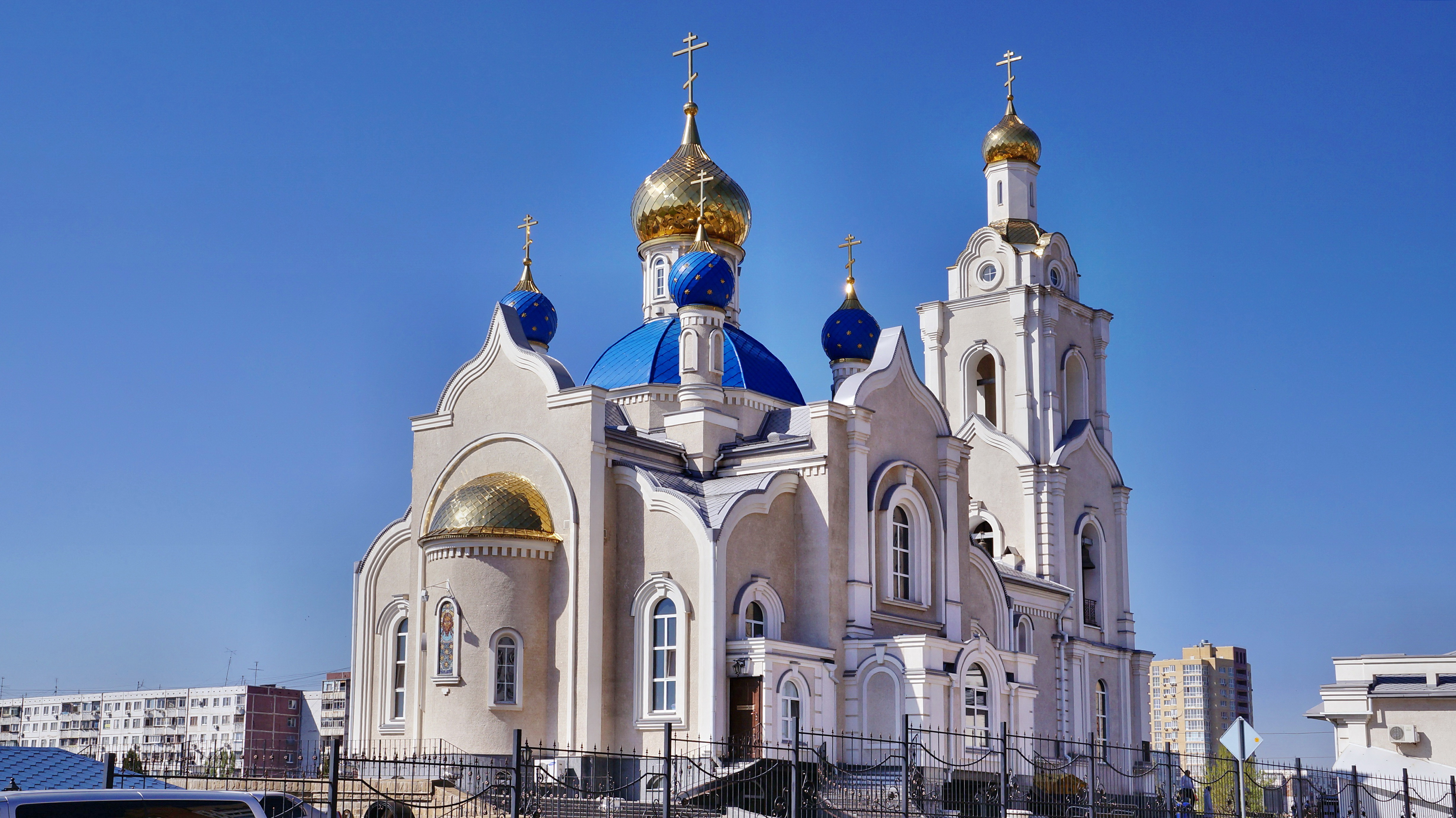
Церква Казанської ікони Божої Матері
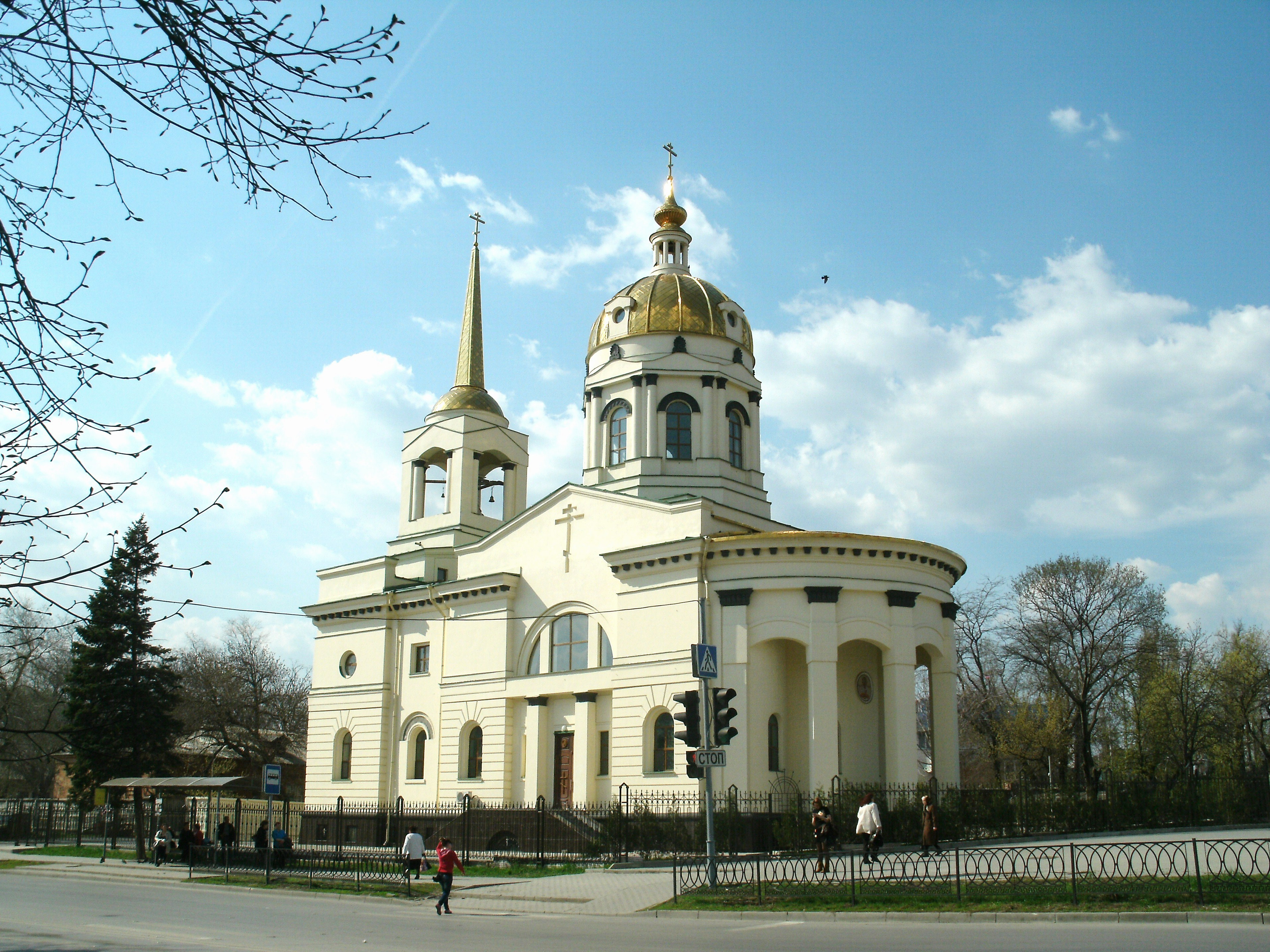
Храм Іоанна Кронштадтського

## Економіка

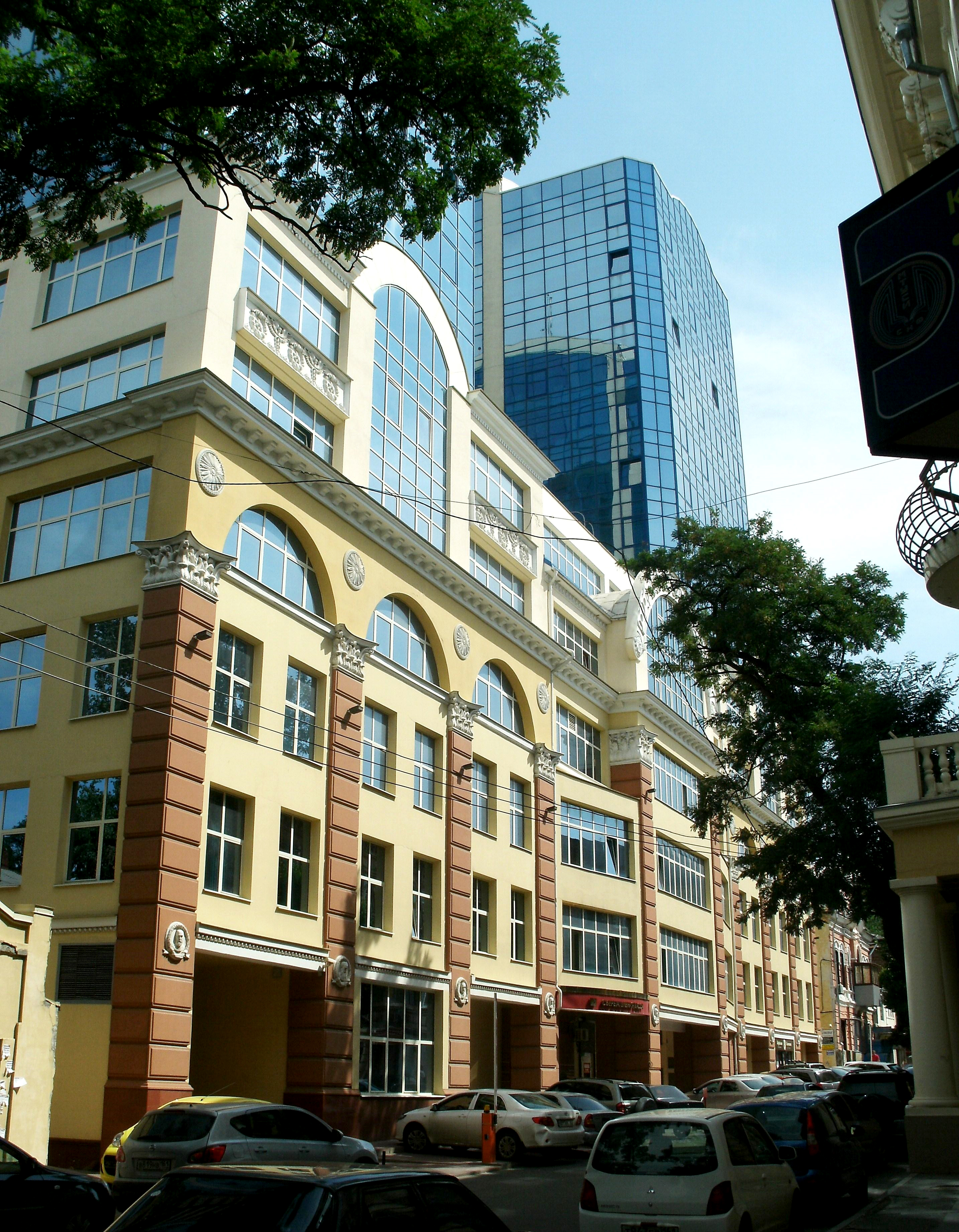
Бізнес-Центр «Купецький Двір»

У 2013 році вперше за останні 10 років за підсумками річних показників експорт Ростовської області перевищив імпорт, причому більш ніж на $420 млн. Це рекордний показник у сучасній економічній історії регіону.
Зовнішньоторговельний оборот Ростовської області в 2012 році склав $10,2 млрд, у тому числі експорт — $5,31 млрд, імпорт — 4,88 млрд. Зростання зовнішньоторговельного обороту регіону продовжився і в першому кварталі 2013 року і склав майже 10 % до рівня аналогічного періоду 2012 року. Обсяги експорту за цей же період збільшилися більш ніж на 30 %. Експортно-імпортні операції здійснювали 1357 учасників ЗЕД. Кількість учасників ЗЕД області зросла відносно відповідного періоду минулого року на 53 підприємства.

### Промисловість
Ростов-на-Дону один з найбільших економічно розвинених міст Півдня Росії. Обсяги промислової продукції тільки по великим та середнім підприємствам складають близько 31 мільярдів рублів на рік, темпи зростання обсягів виробництва промислових підприємств міста стабільні. Практично 50 % торгового обороту в регіоні припадає на Ростов. Візитною карткою міста є такі підприємства, як «Ростсільмаш», «Роствертол», «Балтика-Дон», «Донський тютюн», «Тавр», «Південь Русі», «Глорія Джинс», «Астон», «ТАГАЗ», «Донавтовокзал», «Алмаз», «Горизонт».
Продукція «Ростсільмаш» охоплює близько 60 % ринку Росії, «Донський тютюн» — 12 %, а «Балтика-Дон» — 96 % регіонального ринку. «Роствертол» є єдиним підприємством на території Російської Федерації, що забезпечує виробництво вертольотів різного призначення, «Південь Русі» відомий як найбільший виробник і експортер чудового донського соняшникової олії.

### Фінансові послуги
У місті діють філії найбільших російських і зарубіжних комерційних банків: «Сбербанк», «ВТБ 24», «Россельхозбанк», «Альфа-банк», «Росбанк», «Тинькофф», «Райффайзенбанк», банк « Російський стандарт» та ін Всього налічується близько 105 банків та їх філій, 17 % місцевих банків, 80 % представництва федеральних банків, 4 % представництв іноземних банків.

### Торгівля і сфера послуг

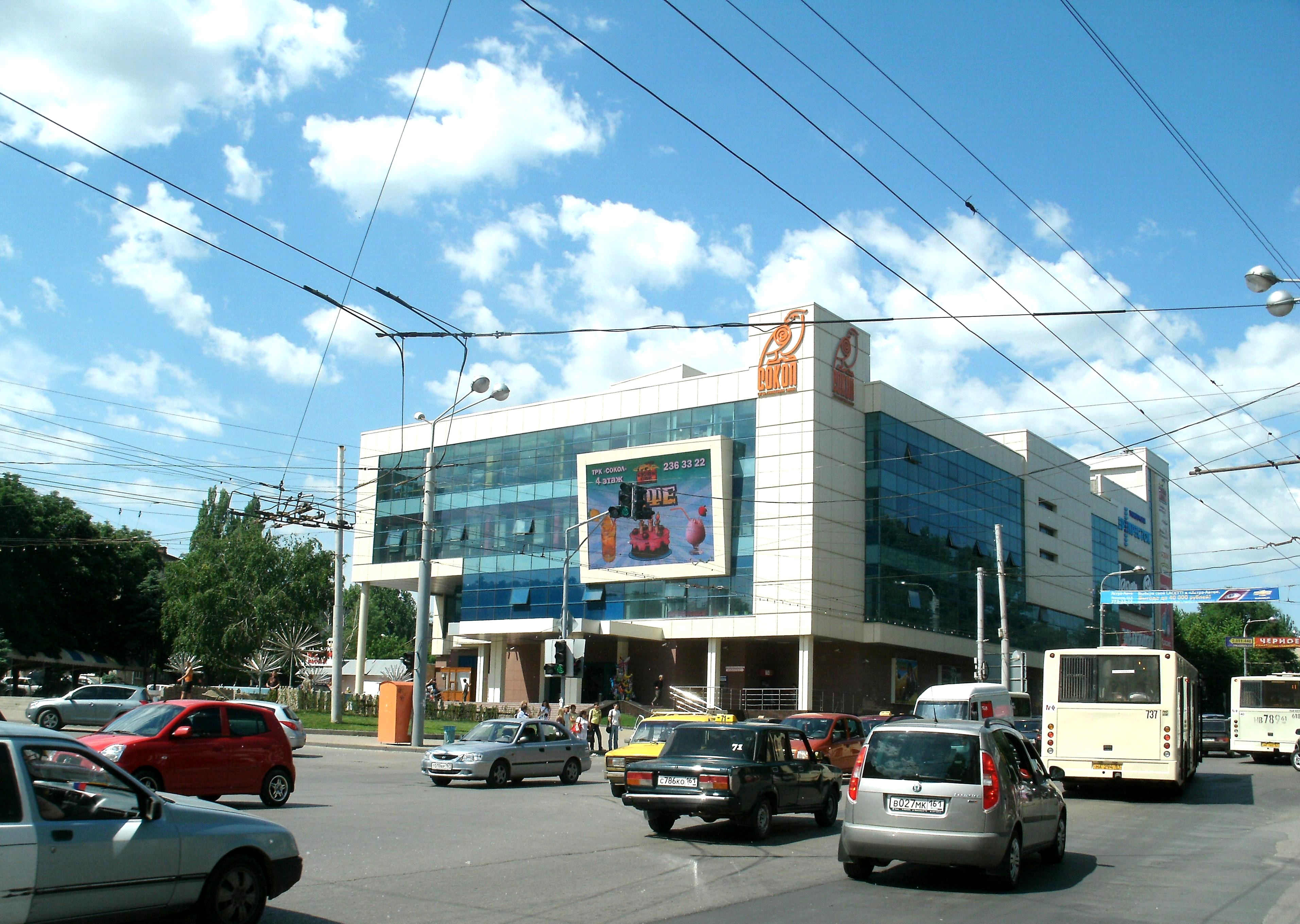
Торговий центр Сокіл

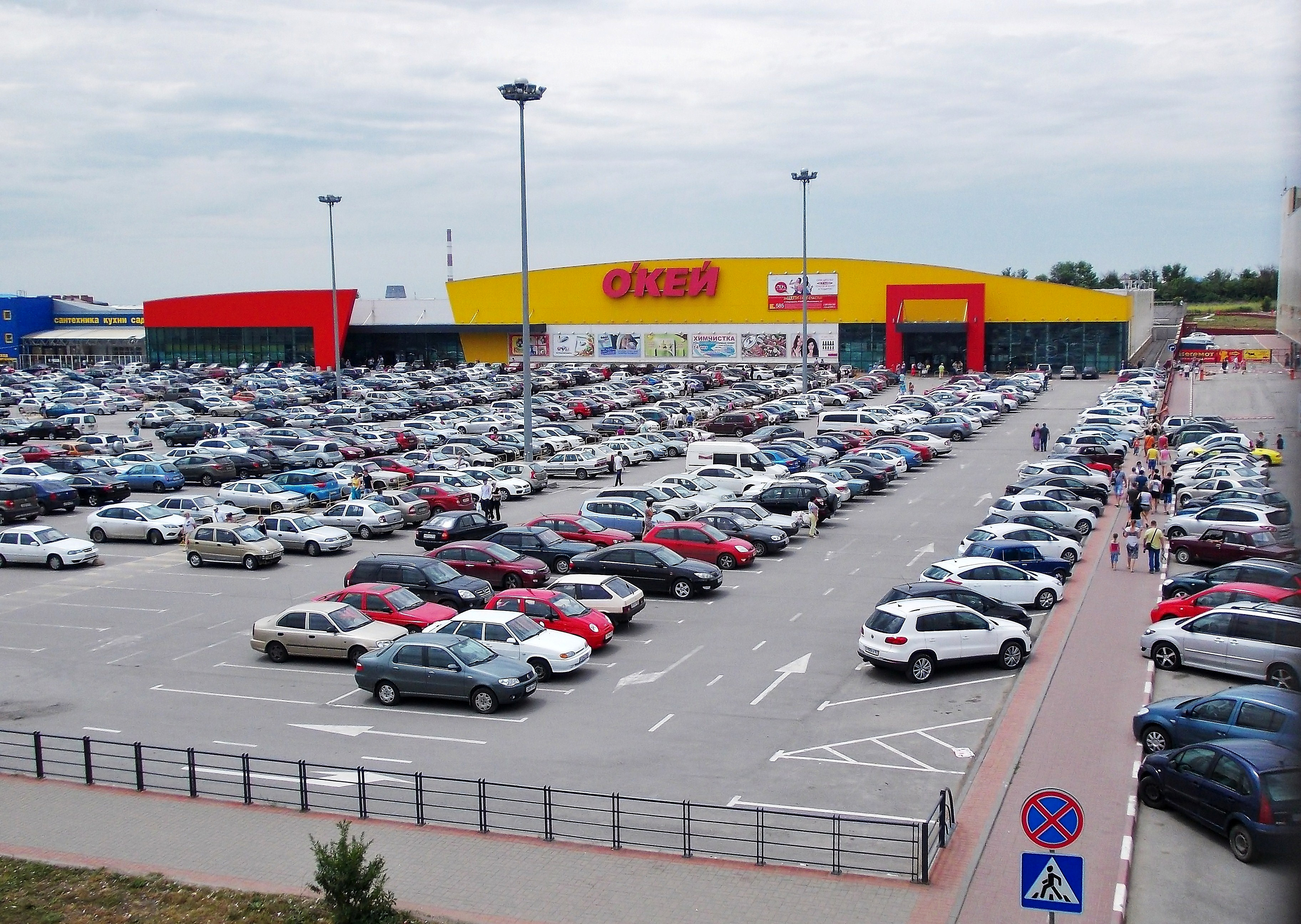
Гіпермаркет «Окей»

У Ростові-на-Дону за підсумками 2010 року оборот роздрібної торгівлі становив 67 459,8 млн руб., У 2011 році обсяг роздрібного товарообігу становив 280 млрд рублів, що складає більше половини обороту роздрібної торгівлі та громадського харчування в Ростовській області і є четвертим показником в Росії серед мільйонників (після Єкатеринбурга, Уфи, Казані).
У 2013 році обсяг роздрібного товарообігу склав 318,2 млрд рублів, наприкінці 2013 року може досягти 650 млрд мільярдів. 90,7 % роздрібної торгівлі припадає на організовані майданчики, а 9,3 % — на ринки і ярмарки. Кількість об'єктів ринкової торгівлі в регіоні цього року зменшилася з 86 до 83. Обсяг реалізованих продовольчих товарів у першому півріччі досяг 147,7 млрд рублів, а непродовольчих — 170,5 мільярда. Частка підприємств громадського харчування склала 12,7 мільярдів рублів, частка в них суб'єктів малого бізнесу — 10,4 мільярда.
На даний момент обсяг торговельних площ у Ростові становить 868 тисяч квадратних метрів, а забезпеченість площами на 1 тисячу жителів — 795 квадратних метрів.
У місті діють такі федеральні мережі, як:
- «Магніт», «МЕГА», «Пятерочка», «Реал», «Перекресток», «Ельдорадо», «Техносила», « Експерт», «М. Відео», «Спортмастер», «Юлмарт», « Ашан», «Карусель», «Castorama», «Media Markt», «Leroy Merlin (2)», «IKEA», «Талер», «РІО», «Selgros», «Вавилон», «Metro Cash & Carry (2)», «Міленіум», «Сокіл», «Вертол Сіті», «Золотий Вавилон», «МегаМаг», «Горизонт», «А'стор Плаза», «О'кей (2)».

### Транспорт

#### Міжміський транспорт

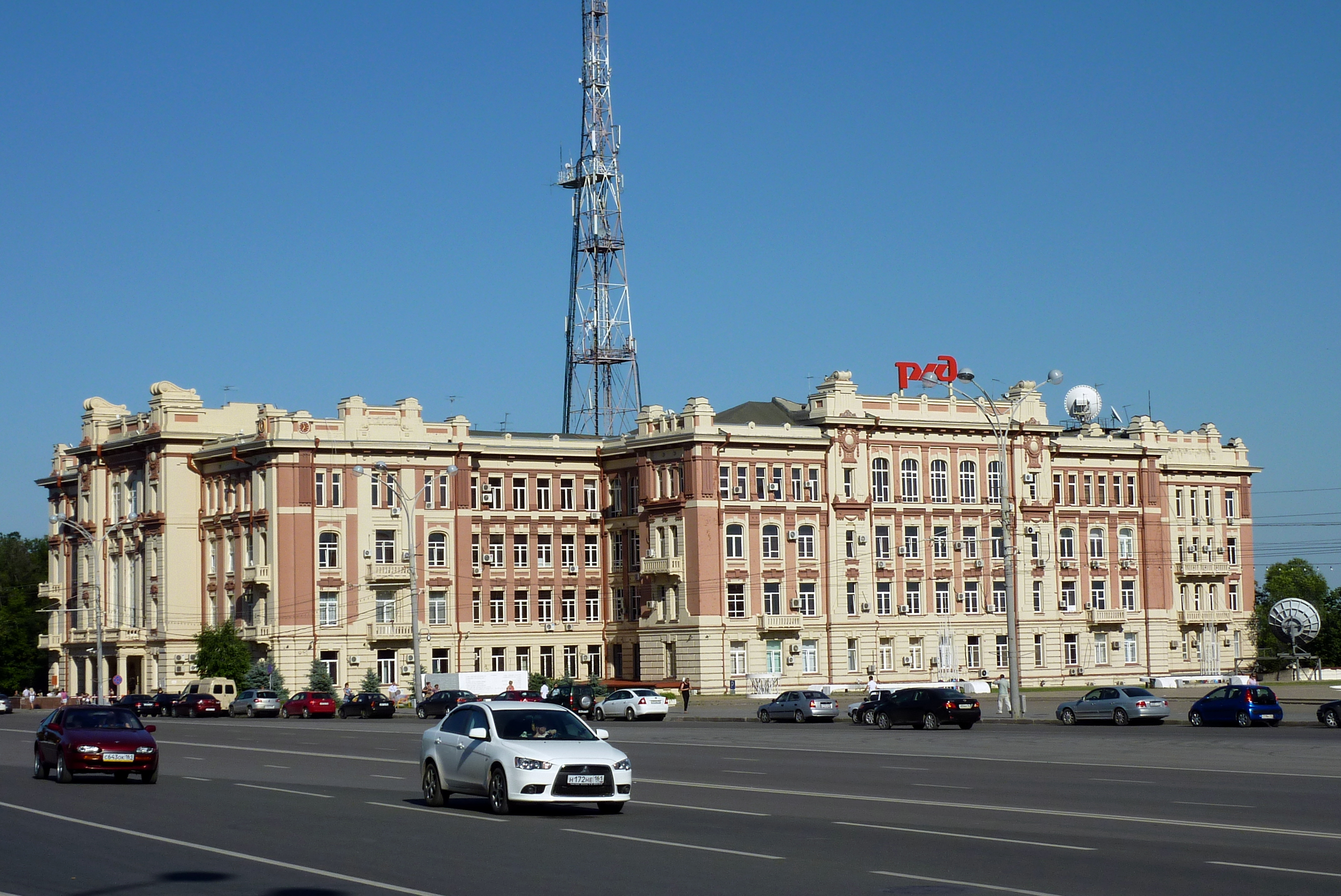
Будинок управління Північно-Кавказької залізниці

Ростов-на-Дону — великий транспортний вузол півдня Росії. У місті є:
- Міжнародний аеропорт, який обслуговує рейси по Росії та СНД, а також міжнародні рейси до країн Європи, Африки і Азії,
- Міжнародний морський порт, який спеціалізується на переробці мінерально-будівельних, тарно-штучних вантажів, лісоматеріалів, металу. Ростов — порт п'яти морів.
- Головний і Приміський залізничні вокзали, станція Першотравнева.
- Головний і Приміський автовокзали.
- Понад двадцять автостанцій відправлення і прибуття приміського та міжміського пасажирського автотранспорту.[16]

### Мости Ростова-на-Дону
Перший дерев'яний міст у Ростові-на-Дону з'єднував подвір'я храму Сурб Хач з островом на річці Темернік.
Пізніше всі дерев'яні мости замінили на бетонні. У будівельників завжди було чимало завдань — при будівництві потрібно було врахувати інтереси як залізниці, якщо конструкція була залізничною, так і інтереси навігації.
- Ростовський розвідний залізничний міст

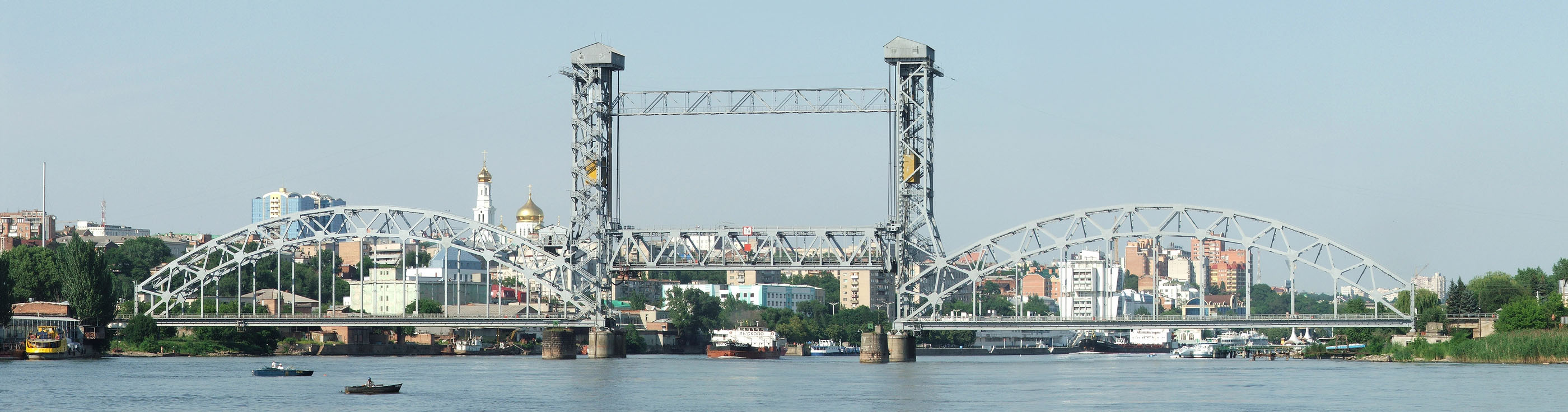
Панорамний знімок розвідного залізничного мосту через річку Дон у Ростові-на-Дону

- Ворошиловський міст
- Темерницький міст
- Аксайський міст
- Західний міст

### Вулиці міста

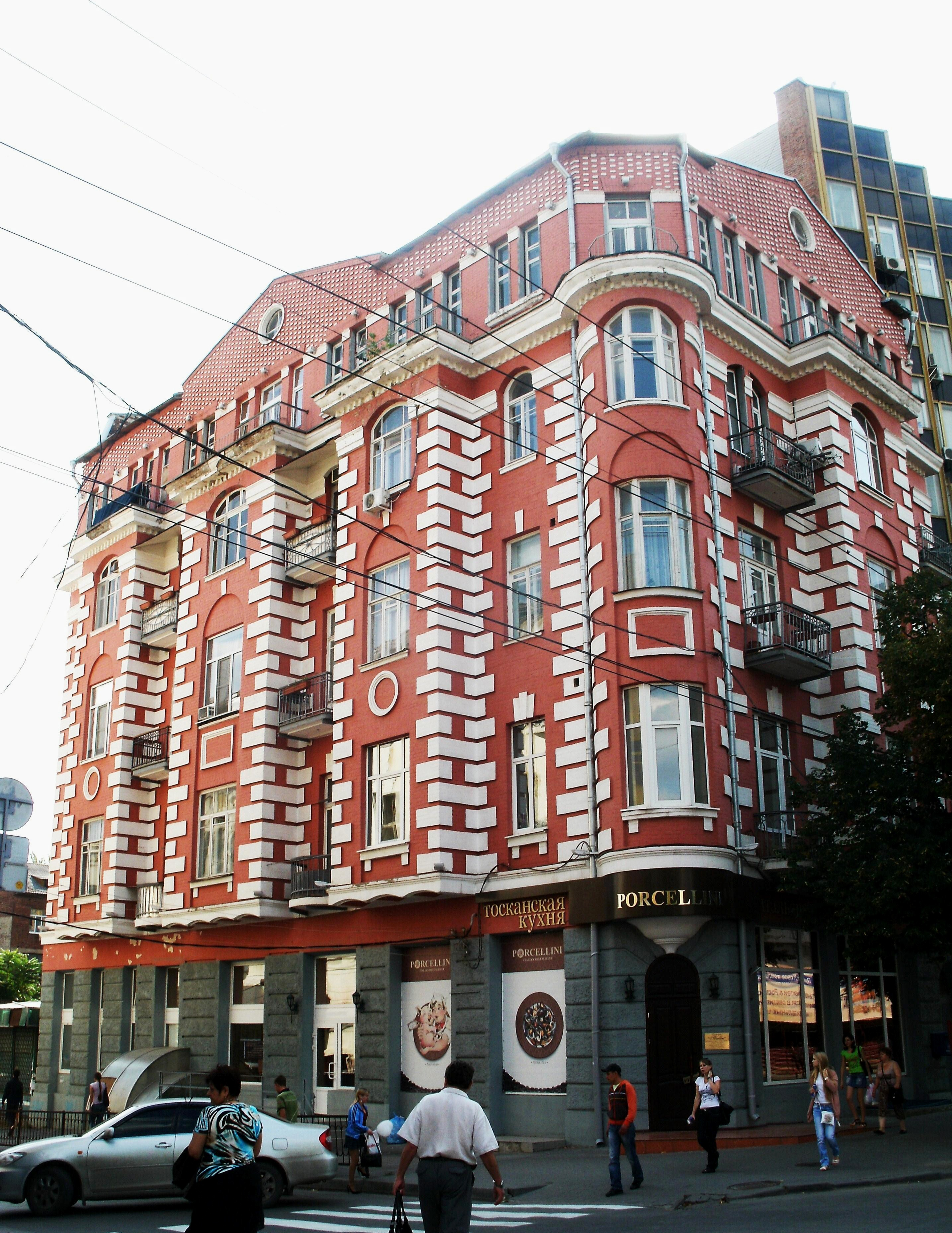
Велика Садова

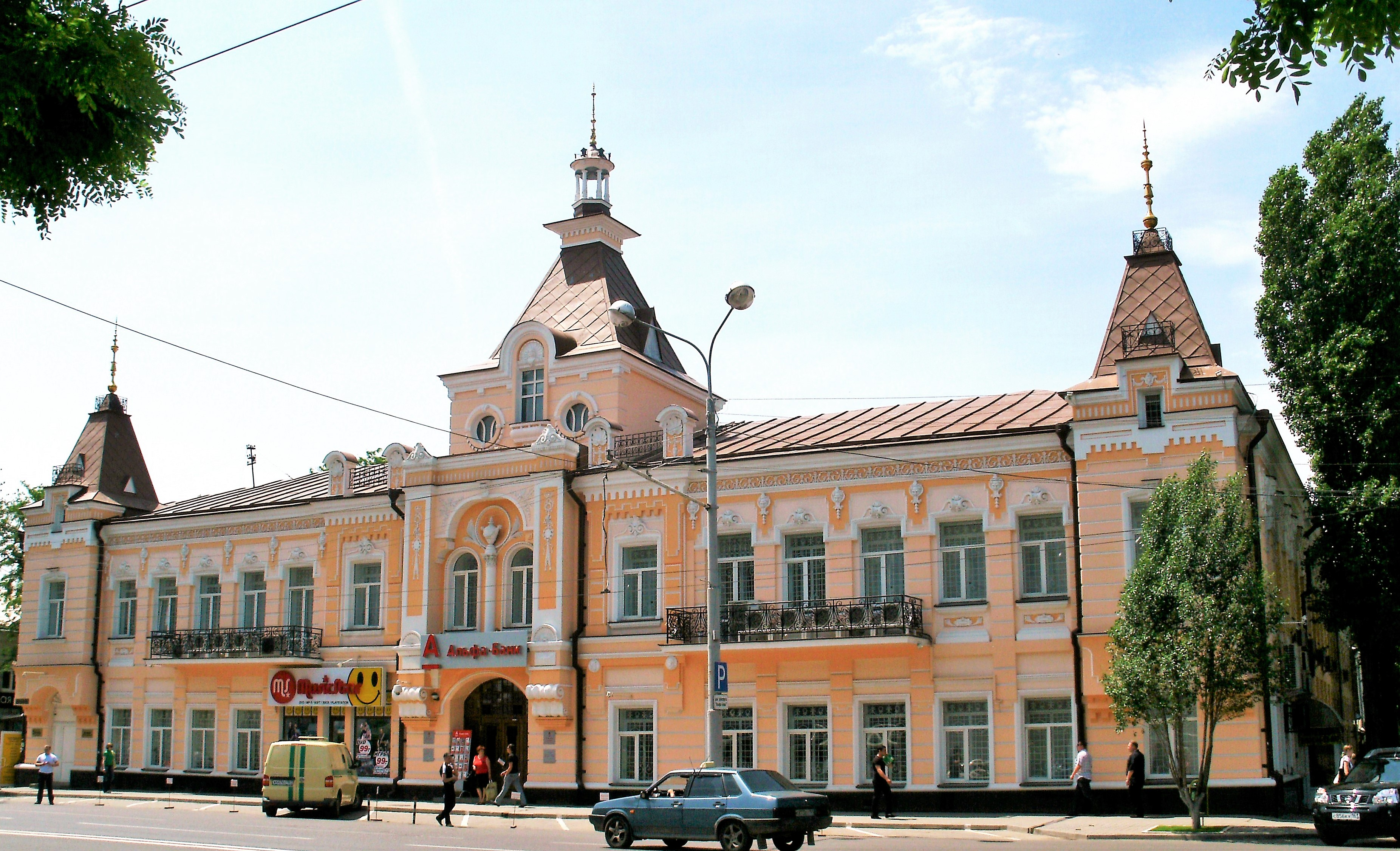
Ворошилівський, прибутковий будинок С. Шендерова

Центральною вулицею міста є Велика Садова (раніше — вулиця Енгельса). Перпендикулярно її перетинають два важливих проспекту: Будьонівський і Ворошилівський.
Велика Садова — це одна з найстаріших і найгарніших вулиць міста, зокрема, на Великій Садовій знаходяться такі пам'ятки як Міський будинок, музичний театр, який є одним з найбільших музичних театрів в Південному Федеральному окрузі, навпроти театру в Покровському сквері знаходиться пам'ятник Єлизаветі Петрівні, за чиїм указом в 1742 році і була заснована фортеця Дмитра Ростовського. Біля пам'ятника — Покровський храм, міська філармонія, будинок Чернової. На цій вулиці розташований торговий дім Пустовойтова, в якому зараз розташований Ростовський Центральний Універмаг. Також на Б. Садовій розміщені такі важливі адміністративні установи як міська, обласна адміністрації та адміністрація повноважного представника президента Російської Федерації в Південному федеральному окрузі.
Театральна площа — головна площа міста Ростова-на-Дону, знаходиться в Пролетарському районі. На площі розташовується меморіал «Воїнам, полеглим в боях за визволення міста від німецько-фашистських загарбників», встановлений до 40-річчя Перемоги в німецько-радянській війні. Пам'ятник являє собою стелу висотою 72 метра, із стилізованим позолоченим зображенням грецької богині Ніки, одягненої в плащ-намет.
Будьонівський проспект — один з центральних проспектів міста Ростова-на-Дону, перетинає вулицю Велику Садову, проходить паралельно Ворошиловському проспекту.
Ворошиловський проспект — один з центральних проспектів міста Ростова-на-Дону, з півночі примикає до площі Гагаріна, своїм південним кінцем виходить на Ворошиловський міст через Дон. Номери будинків збільшуються з півдня на північ.
Проспект імені Михайла Нагібіна — один з центральних проспектів міста Ростова-на-Дону, з півдня примикає до наплощі Гагаріна, своїм північним кінцем виходить на площу Наріманова і парк заводу Электропарат (військовий завод нині не чинний). Номера будинків збільшуються з півдня на північ. Проспект названий на честь керівника ВАТ «Роствертол», при якому завод пережив великий технічний і економічний зріст. На проспекті Нагібіна знаходиться Братське кладовище, яке є найстарішим у місті, так само будівля колишнього «РАУ» (ракетне військове училище), ТЦ «РІО», ТВЦ «Роствертол», ТЦ «Горозонт».
Вулиця Шаумяна — одна з найстаріших вулиць Ростова-на-Дону, яка частково зберегла історичну забудову. Колись на ній була побудована перша у місті більярдна.

## Наука і освіта

### Вища освіта
На сьогодні в Ростові-на-Дону освітні послуги надають 39 вищих навчальних закладів (6 університетів, 18 інститутів, консерваторія, духовна семінарія і 15 філій установ інших міст). Найбільший з них — Південний федеральний університет, який об'єднує в собі 4 галузевих інституту (педагогічний, технологічний, архітектури та мистецтв та основний). Навчання ведеться на 37 факультетах, кількість студентів становить близько 56 тисяч осіб.
Найбільші з них — університети:
- Південний федеральний університет
- Донський державний технічний університет
- Ростовський державний медичний університет
- Ростовський державний будівельний університет
- Ростовський державний університет шляхів сполучення
- Ростовський державний економічний університет (РИНХ)

Інститути:
- Донський юридичний інститут
- Інститут водного транспорту ім. Г. Я. Сєдова — філія Морського державного університету ім. адмірала Ф. Ф. Ушакова
- Інститут Управління Бізнесу та Права
- Ростовський юридичний інститут МВС Росії
- Ростовський інститут (філія) Російського державного торгово-економічного університету
- Ростовський інститут захисту підприємця
- Ростовський інститут іноземних мов
- Ростовський інститут кооперації (філія Бєлгородського університету кооперації, економіки і права)
- Ростовський міжнародний інститут економіки і управління
- Ростовський соціально-економічний інститут
- Ростовський технологічний інститут сервісу і туризму (філія) ЮРГУЕС
- Ростовський Юридичний інститут (філія) Російської правової академії МЮ Росії
- Ростовський-на-Дону інститут фізичної культури і спорту (філія) Кубанського державного університету фізичної культури, спорту і туризму
- Південно-Російський гуманітарний інститут
- Південно-Російський інститут — філія Російської академії народного господарства та державної служби
- Південно-Російський інститут фінансового контролю та аудиту

Інші вищі навчальні заклади:
- Донська духовна семінарія
- Ростовська державна консерваторія (академія) ім. С. В. Рахманінова

### Середня освіта
У Ростові-на-Дону на січень 2007 року працювало 34 навчальних заклади середньої професійної освіти, в тому числі 24 коледжі, 5 технікумів, 5 училищ, 40 навчальних закладів початкової професійної освіти, у тому числі 24 ліцеї, 16 професійних училищ, а також 159 загальноосвітніх шкіл.
Найбільшими з них є:
- Ростовський коледж мистецтв
- Ростовське художнє училище ім. М. Б. Грекова
- Ростовський Електротехнічний коледж РЕТК
- Ростовський державний коледж зв'язку та інформатики
- Ростовський-на-Дону державний коледж радіоелектроніки, інформаційних і промислових технологій

|                                   |                                                     |                                          |                                      |
| Ростовський державний університет | Ростовський державний університет шляхів сполучення | Донський державний технічний університет | Інститут Управління Бізнесу та Права |

## Культура і мистецтво

### Бібліотеки
На січень 2012 року функціонували 43 бібліотеки, 8 бібліотечно-інформаційних центрів, 1 публічний центр правової інформації. Майновий комплекс Ростовської ЦБС включає 47 будівель, загальною площею 11,3 тис. кв. м. Читачами муніципальних бібліотек є більш 200,0 тис. містян, їм видається близько 4,5 млн документів на рік, кількість відвідувань бібліотек перевищує 1,5 млн. Основний читацький контингент, діти та молодь, складає понад 70 % від загальної кількості користувачів ростовських муніципальних бібліотек.
Найбільшими є: Донська державна публічна бібліотека, Центральна міська дитяча бібліотека ім. Леніна, Центральна бібліотека імені Максима Горького, Бібліотека ім. М. Ю. Лермонтова, Бібліотека ім. А. І. Купріна, Бібліотека ім. Н. К. Крупської, Бібліотека ім. В. П. Чкалова, Бібліотека ім. В. А. Закруткіна, Ростовська обласна спеціальна бібліотека для сліпих, Дитяча бібліотека ім. А. С. Пушкіна, Дитяча бібліотека ім. Маяковського.

### Театри

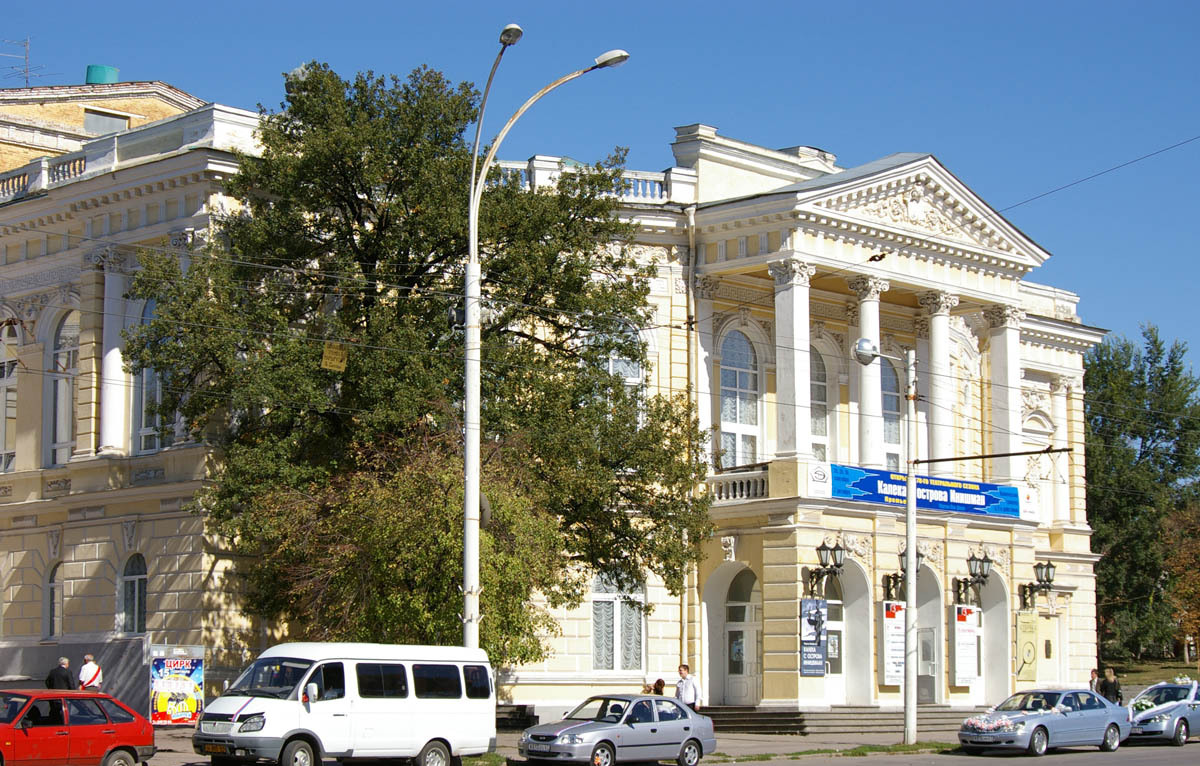
Ростовський обласний академічний молодіжний театр

У Ростові-на-Дону є кілька театрів. Кожен з них не схожий на інші і має свою історію і традиції. Будівля Ростовського академічного театру драми ім. М. Горького входить до списку шедеврів епохи конструктивізму — у Лондонському музеї історії архітектури Росію представляють лише два макета: собору Василя Блаженного і будівлі Ростовського театру драми.

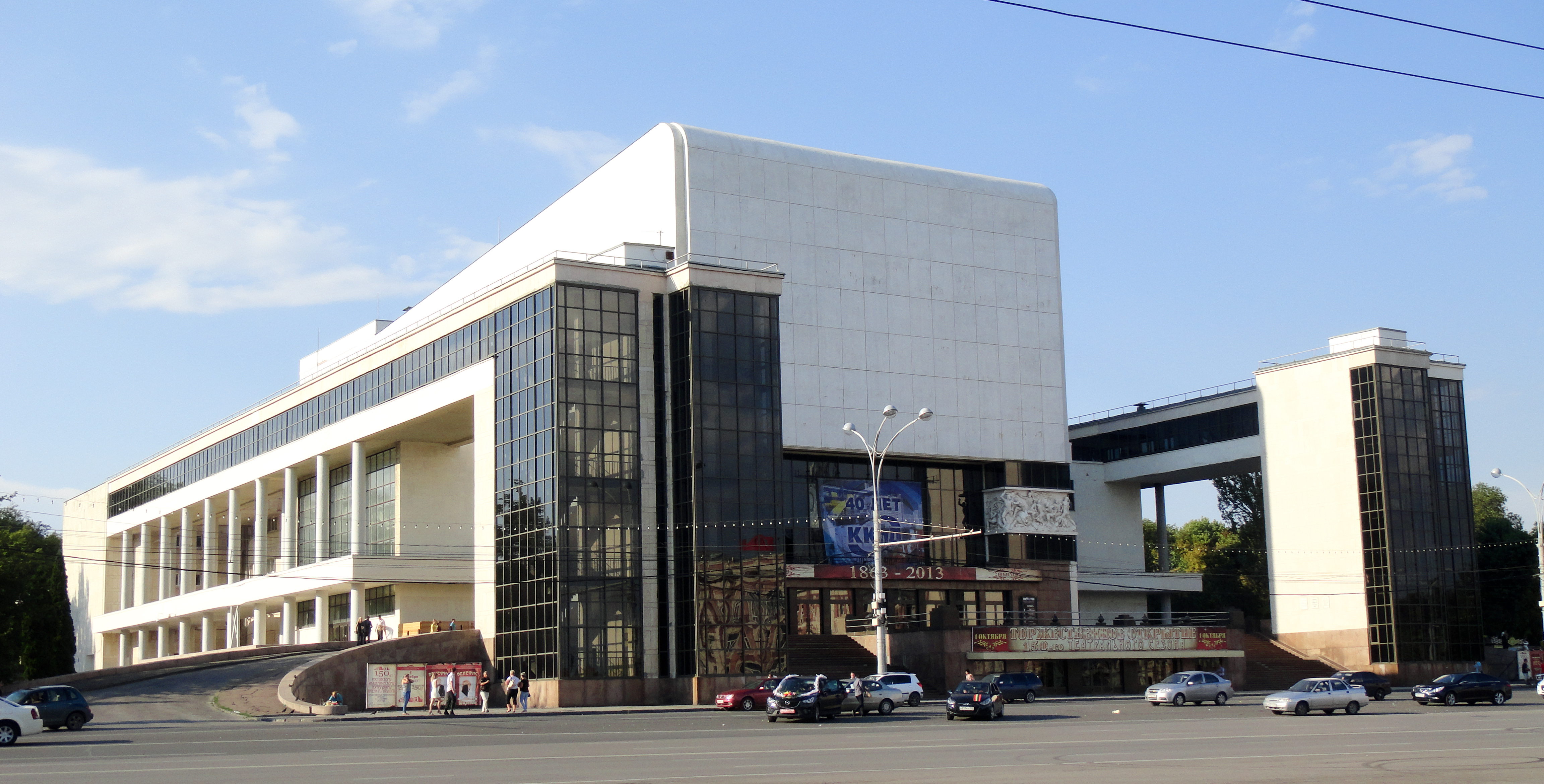
Ростовський академічний театр драми ім. М. Горького

Перша театральна ростовська трупа була створена 23 червня 1863 року, будівництво будівлі театру було задумано в 1929 році, побудована в 1935 році за проєктом академіка архітектури В. А. Щуко і професора В. Р. Гельфрейха, будівництво велося під керівництвом А. М. Стамблера. Зовнішнім виглядом нагадує театр трактор, як символ того, що Ростов-на-Дону є центром сільськогосподарського машинобудування. Великий зал розрахований на 2250 глядачів і призначався для сценічних вистав. В одному з перших вистав на сцену була виведена ціла кіннота. Мала зала вміщає близько 300 глядачів. Вона призначалась для естрадних і концертних вистав. Будівля театру має в собі також бібліотеку і музей.
У академічному театрі драми ім. Максима Горького працює народний артист СРСР, почесний громадянин Ростова-на-Дону Михайло Бушнов.
На сьогодні в Ростові-на-Дону працюють наступні театри:Ростовський академічний театр драми ім. М. Горького, Ростовський державний театр ляльок, Ростовський обласний академічний молодіжний театр (колишній ТЮГ), заснований в 1963 році, Ростовський державний музичний театр, Театральна майстерня, Театр «18 +», Студентський театр Universim, театр комедійних мініатюр «ГРА», Приватний театр «Людина в кубі».

### Музеї, культурні центри

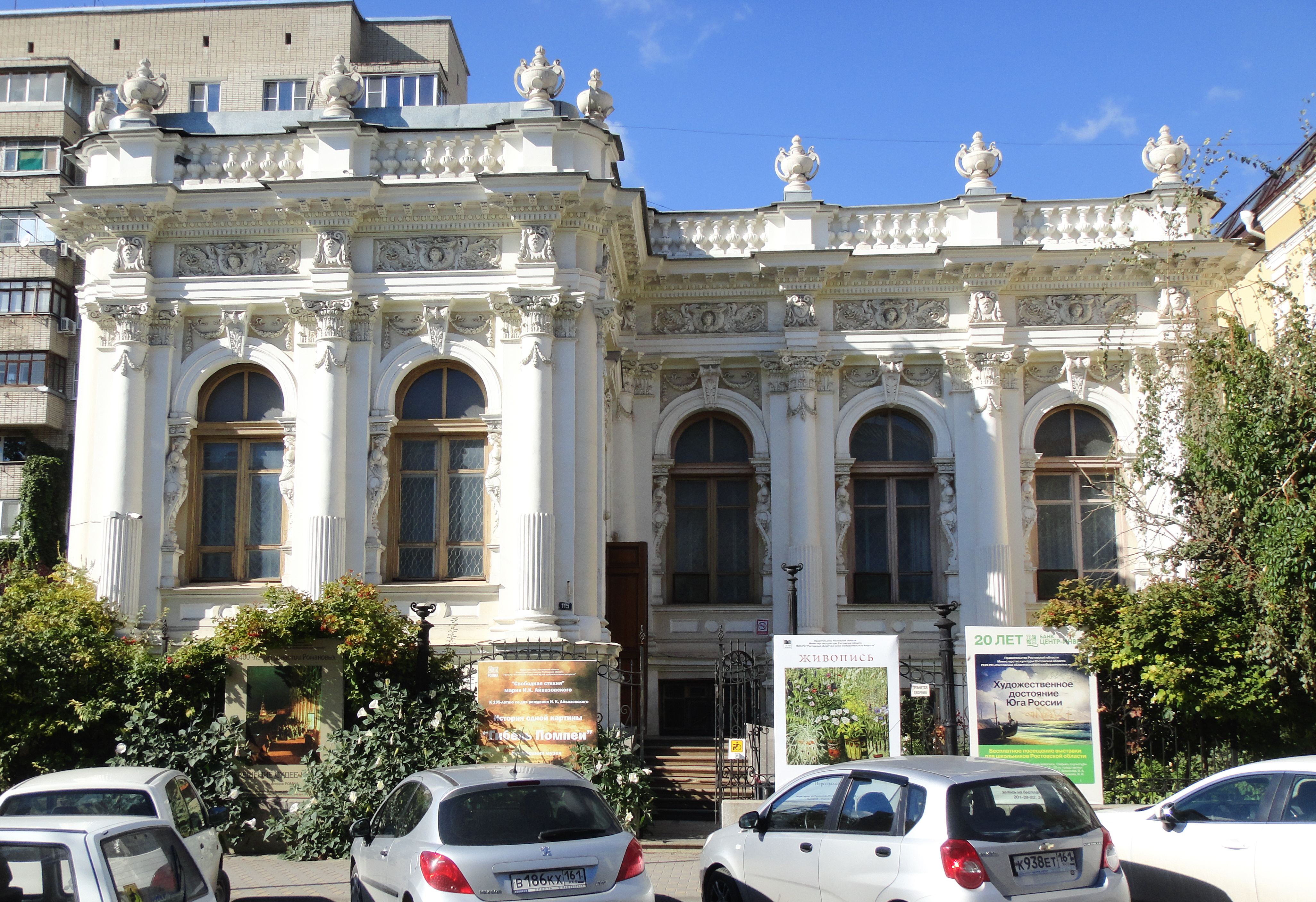
Ростовський обласний музей образотворчих мистецтв

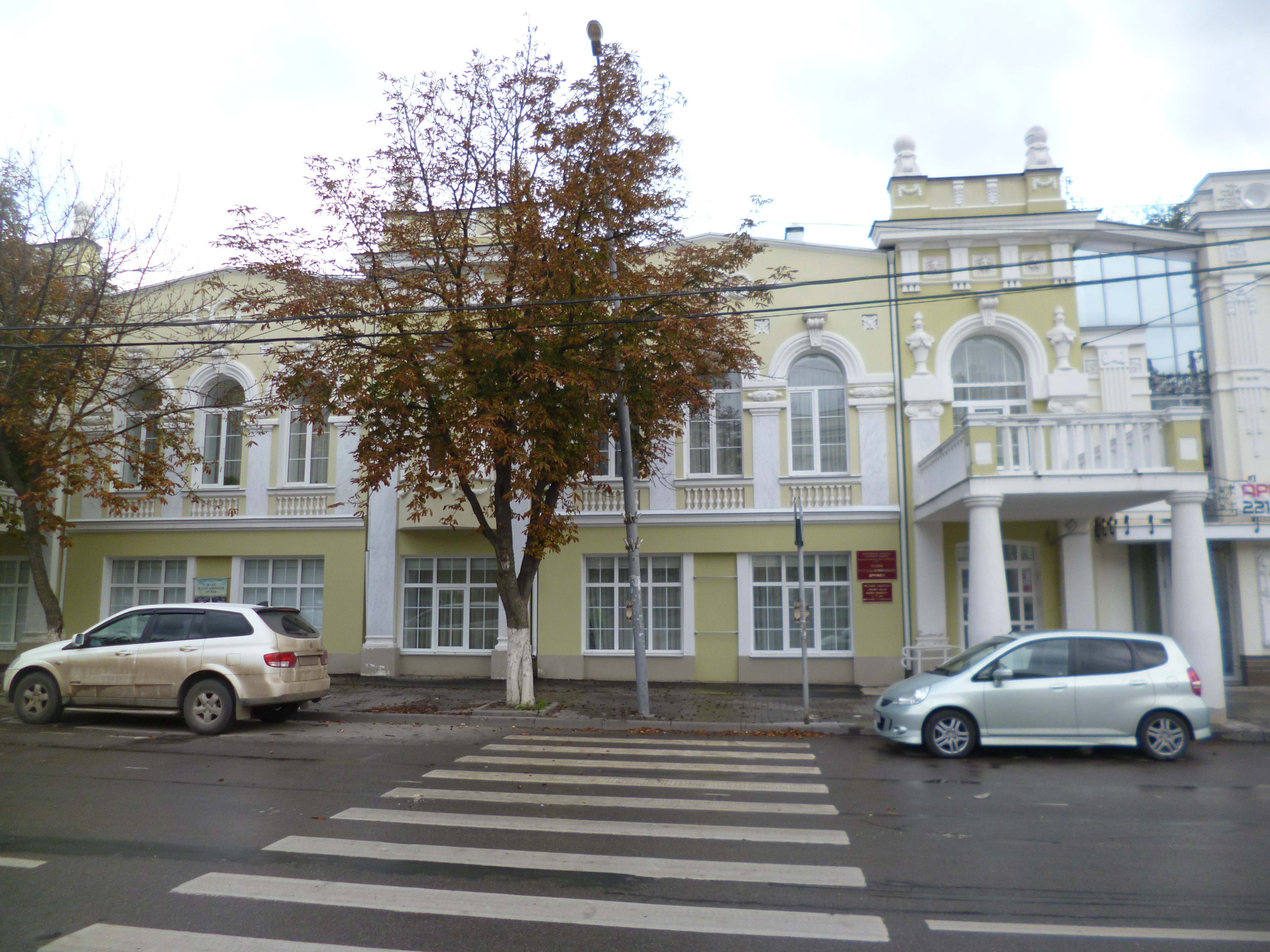
Музей російсько-вірменської дружби

Унікальними колекціями з історії міста Ростова-на-Дону і Донського краю має Ростовський обласний музей краєзнавства.
В залах музею представлені постійно діючі експозиції: «Археологія від кам'яної до залізної доби», «Історія Донського козацтва», «Коло народів Дону», «Музей південного провінційного міста. Ростов-місто Купець», «Провінційні міста Півдня Росії: Таганрог, Азов, Шахти, Новочеркаськ, Червоний Сулін», «Еволюція Донський природи». У «Золотій кімнаті» музею зберігаються багаті колекції виробів стародавніх кочових народів. Значне місце в діяльності РОМКа займають тематичні та ювілейні виставки, це: експозиції, присвячені Дню Перемоги, ювілеїв міста Ростова-на-Дону, 250-річчя з дня народження М. І. Платова, 100-річчя з дня народження М. А. Шолохова; ювілеям відомих донських художників. В рамках заходів святкування Дня міста Ростова-на-Дону музей демонструє виставки з історії встановлення дружби і партнерства з містами-побратимами. Співробітники музею є авторами численних збірників, буклетів, статей з проблем сучасного музеєзнавства та донський історії.
У 2015 році в донський столиці відкриється музей міста Ростова-на-Дону. Ще один музей планується створити у 2014 році на базі експозиції меморіального комплексу «Пам'яті жертв фашизму» в Зміївської балці.
Діючі музеї: Краєзнавчий музей, Ростовський обласний музей образотворчих мистецтв, Музей сучасного образотворчого мистецтва на Дмитрівській, Центр сучасного мистецтва «Тютюнова фабрика», Ростовський музей залізничної техніки, Музей російсько-вірменської дружби, Донський військово-історичний музей, Ростовський Музей історії правоохоронних органів (в будівлі ГУ МВС), Музею історії пивоваріння Півдня Росії (на території заводу «Балтика-Південь»), Ростовський музей космонавтики.

### Зоопарки, цирки, дельфінарії

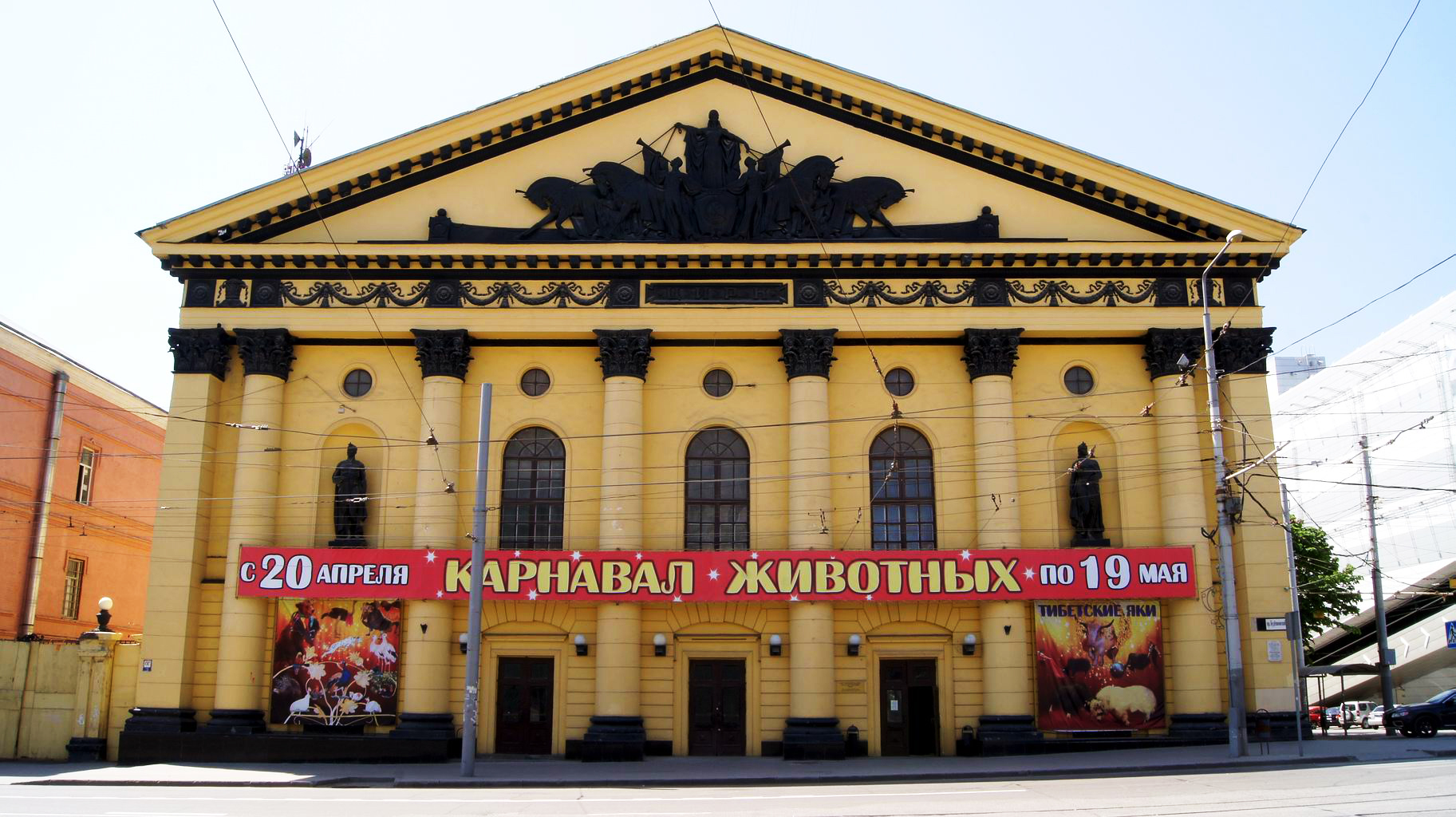
Ростовський Державний Цирк

Ростовський зоопарк заснований у 1927 році, розташований у самому центрі міста, таке розташування дозволяє містянам з легкістю добиратися з будь-якого району міста. У зоопарку знаходиться найповніша в Росії колекція людиноподібних мавп, що включає белоруких гібонів, шимпанзе і орангутанів.
У зоопарку Ростова-на-Дону можна побачити унікальних ендеміків Росії — амурського тигра, далекосхідного леопарда, що знаходиться під загрозою вимирання білого ведмедя. Велика увага тут приділяється і тваринам Півдня Росії. Ростовський зоопарк єдиний у світі власник безоарового козла кавказького підвиду.
Зоопарк займає одне з перших місць в Європі по розведенню орланів-білохвостів та чорних грифів, а також є одним з найбільших зоопарків в Росії і займає площу близько 98,2 гектарів. Особливістю зоопарку є прекрасна паркова зона. Ростовський зоопарк є 38 учасників міжнародних програм по збереженню зникаючих видів. Щорічно зоопарк відвідують понад 600 тисяч осіб.
У колекції зоопарку знаходиться приблизно 5,5 тис. тварин, представлено понад 400 видів, у тому числі 156 видів ссавців, 122 види птахів, 80 видів риб, 39 видів рептилій.
Перший в Ростові-на-Дону зимовий цирк з'явився 1 серпня 1957 року на Будьонівському проспекті. Перший же сезон вистав збирав повні зали (цирк розрахований на 1490 місць), на гастролях у ростовському цирку був знаменитий Еміль Теодорович Кіо, який виступав три місяці поспіль. З ним у виступах взяли участь артисти й інших жанрів. Потім цирк Ростова-на-Дону приймав не менш відомого Юрія Дурова, який підкорив глядачів чудесами своєї дресури. А далі на арені цирку виступали такі відомі артисти як дресирувальниця Маргарита Назарова зі своїми вихованцями, відомими з фільму «Смугастий рейс», улюбленець публіки клоун Олівець, Олег Попов, брати Запашні, Юрій Нікулін та багато інших. Ростовський цирк став для багатьох справжнім домом, тут виступали відомі артисти, іноді тут проходили їхні перші виступи. Зараз Ростовський-на-Дону цирк продовжує радувати публіку новими програмами, регулярно в місто приїжджають з гастролями, як російські, так і зарубіжні артисти.
Діючі: Ростовський зоопарк, Зворушливий зоопарк, Контактний зоопарк, Ростовський дельфінарій, Ростовський державний цирк.

### Музика

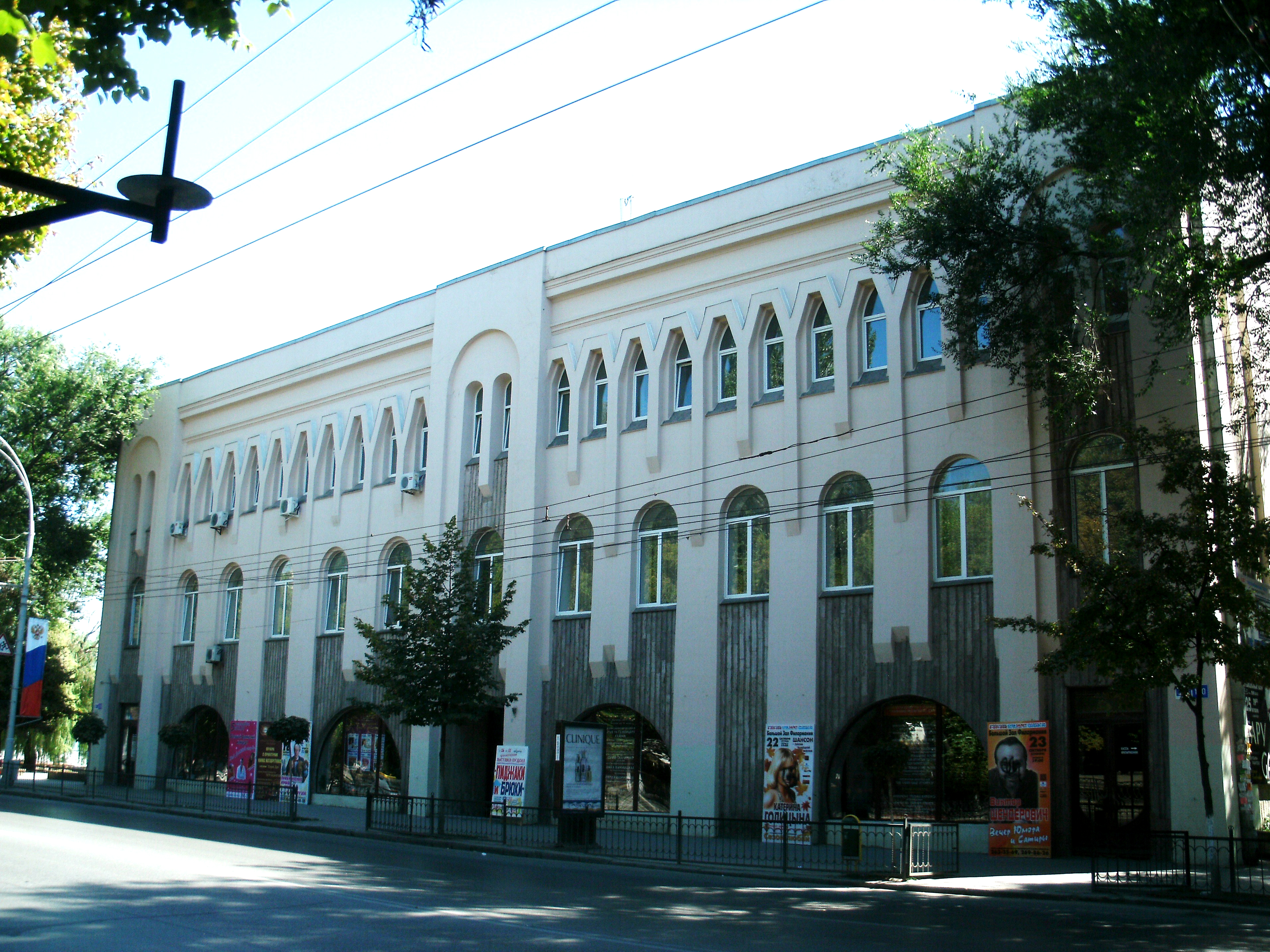
Ростовська обласна філармонія

У місті діє Ростовська обласна філармонія.
Ростов-на-Дону — це ще й один з найбільших джазових центрів країни. Саме тут, як ніде у світі, сильна база естрадно-джазової освіти, яку ще на початку 80-х заклав перший у країні «професор джазу» Кім Назарет, відкривши при Ростовській консерваторії кафедру естрадно-джазової музики.
З 1936 року в Ростові-на-Дону функціонує Державний академічний ордена Дружби народів ансамбль пісні і танцю донських козаків. Репертуар ансамблю налічує понад 500 пісень, містить у собі танцювальні номери, що входять до золотого фонду Росії. Гастрольна біографія колективу обширна — і це не тільки міста Росії, але і багато закордонних країн. Ансамбль пісні і танцю донських козаків — візитна картка південного краю. Адже у своїй творчості артисти несуть споконвічно козацькі пісенні і танцювальні традиції донський землі.

#### Оркестри
- Ростовський академічний симфонічний оркестр
- Державний концертний оркестр духових інструментів ім. В. Н. Еждіка
- Муніципальний джаз-оркестр Кіма Назаретова
- Оркестр російських народних інструментів «Дон» (диригент Крікора Хурдаян)
- Оркестр російських народних інструментів «Сказ» (диригент Галина Шишкіна)

### Місця відпочинку

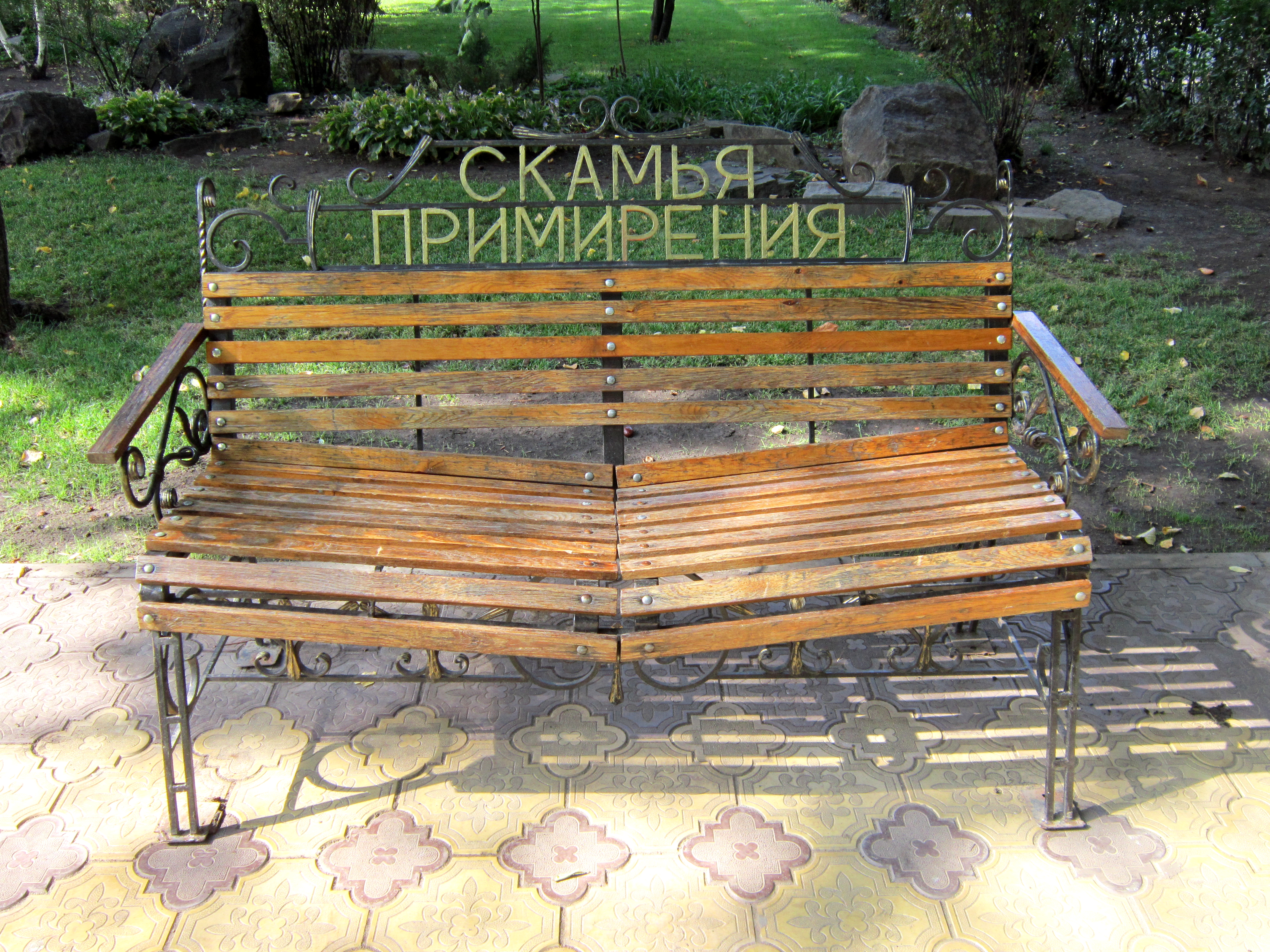
Лава примирення

В місті є Ростовський цирк, зоопарк, ботанічний сад (знаходиться в занедбаному стані), аквапарки «Восьминіжок» і «H2O». У 2009 році відкрився Ростовський дельфінарій. Улюбленими місцями відпочинку ростовчан є лівий берег Дону (відомий також як Левбердон), де розташовані піщані пляжі, численні бази відпочинку, кафе та ресторани, а також Зелений острів на Дону і Кумженская гай. Шість з них — муніципальні парки культури і відпочинку.
Значна роль у збереженні об'єктів культурної та природної спадщини відводиться муніципальних парків культури і відпочинку. На 82,94 га гектарах створені природні зони відпочинку, 35,5 гактар з яких займають зелені насадження, 55 клумб і понад 20 тисяч різних порід дерев і чагарників. Парками створюються умови для масового відпочинку та дозвілля містян, розвивається інфраструктура послуг, удосконалюється аттракционное господарство.
На базі парків «Плевен» та «Жовтневої революції», ім. Горького створені сучасні атракціонні комплекси. Залишаючись найбільш доступною частиною культурно-дозвіллєвого простору для всіх категорій ростовчан, парки продовжують залишатися затребуваними.
У парку «Дружба» на бульварі Комарова встановлено 14 колон, поруч з якими змонтовані майданчики-медальйони міст-побратимів з Шотландії, Німеччині, Франції, Болгарії, Фінляндії і Кореї.
Ростовські парки: Міська набережна (арх. Я. А. Ребайн), Парк культури і відпочинку «1 Травня», Парк імені Максима Горького, Парк імені Миколи Островського. На території парку розташована дитяча залізниця, Студентський парк при ДДТУ, Дитячий парк імені Віті Черевичкина, Парк імені Жовтня, Парк «Дружба», Ашхабадський парк, Парк Казка (Сонячне місто), Парк Революції, Парк Плевен, Парк Будівельників.
|                                                        |                                         |             |                           |
| Центральний парк культури і відпочинку ім. М. Горького | Птахи в парку імені Жовтневої революції | Парк Дружба | Парк Петровського причалу |

#### Набережна річки Дон

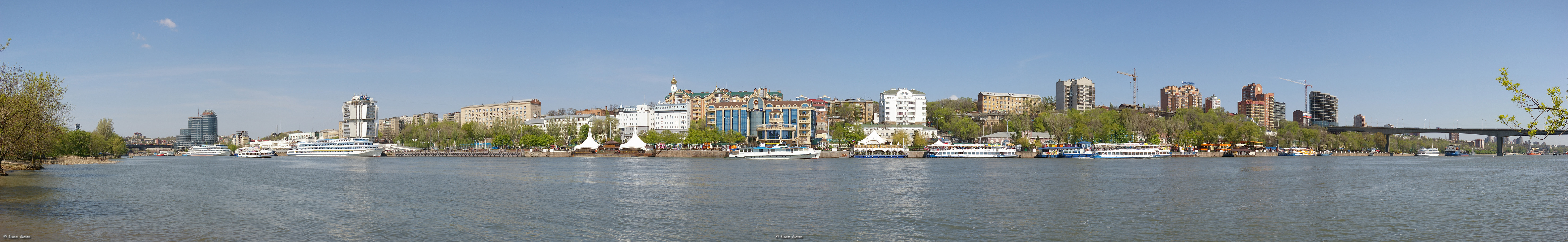
Набережна Ростова-на-Дону

Міська набережна, названа гордим ім'ям одного з знаменитих російських флотоводців Федора Ушакова — одна з найвідоміших визначних пам'яток міста.

### Фонтани

Фонтан на Театральній площі

Перший фонтан міста з'явився у 1868 році в центральному міському саду (нині парк Горького) на головній алеї саду. Там же до революції виникають відразу два фонтани — «Ріг достатку» і «Маяк» (нині не діють). Незабаром створюється ще один фонтан — «Синє Озеро» за проєктом скульптора Я. З. Вейде на місці плескательние басейну (нині Першотравневий парк), після там же з'явилася ротонда. У 1915 році був створений ще один фонтан за проєктом Я. З. Вейде — «Леви», біля контори Держбанку.
У радянський час з'явився скульптурний світломузичний фонтан «Атланти» на «Театральній площі» найвідоміший і найбільший в Ростові. Він створений в 1936 році скульптором Євгеном Вучетичем. Композиція являє собою групу атлантів, що тримають над головами чашу і оточених фігурами жаб і черепах. У 1980-х роках і в період 2002—2008 років він був світломузикальним.
Всього в місті близько 40 фонтанів з них:
- Фонтан у парку імені 1 Травня
- Фонтан на Театральній площі
- Фонтан «Богатир»
- Фонтан «Нептун»
- Фонтан «Музичний»
- Фонтан у парку Дружба
- Фонтан у парку Горького (світломузичний)
- Фонтан на Робочої площі
- Фонтан на площі Дружинників
- Фонтан «Танцівниця і музикант»
- Фонтан-триптих в парку «Казка» (світломузичний)
- Фонтан на Робочої площі
- Фонтан на Набережній Ростова-на-Дону, «Петровський» (світломузичний)
- Фонтан біля ТРК Сокіл
- Фонтан біля ТРЦ Горизонт
- Фонтан біля Палацу спорту

### Готелі

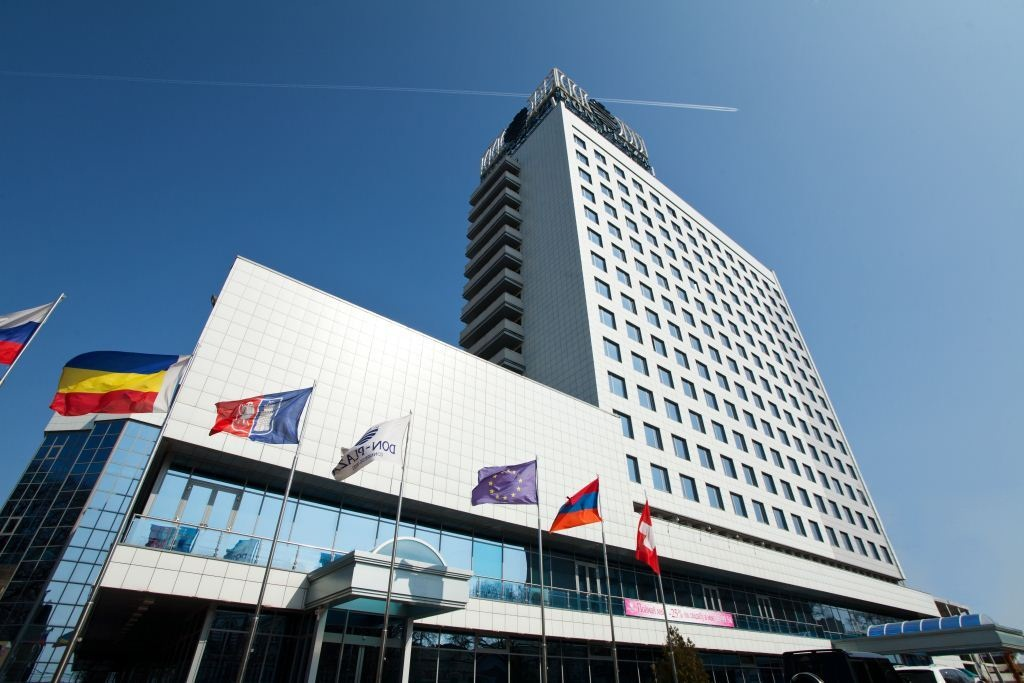
Don-Plaza

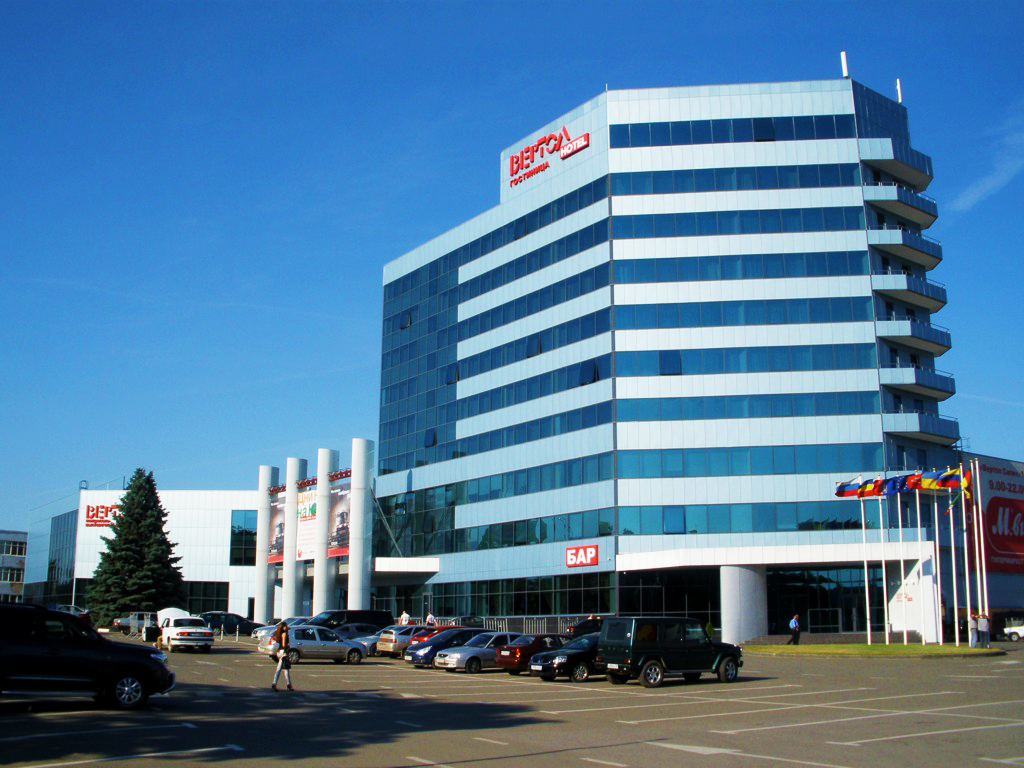
Вертол Готель

У Ростові-на-Дону зараз діє понад 60 готелів, найбільші з них — «Hotel Izvolte», «Петровський Причал», «Бригантина», «Villa de Ville», «Миколаївський», «Надія», Московська і т. д. Готелі, що пройшли класифікацію за Єдиній системі класифікації готелів та інших засобів розміщення:
| Категорія | Назва                    |
| --------- | ------------------------ |
| 5/5 зірок | Radisson SAS Don         |
| 5/5 зірок | Вілла де Вілль           |
| 4/5 зірок | Петровський Причал       |
| 4/5 зірок | Парк готель Донська Роща |
| 4/5 зірок | Варадеро                 |
| 4/5 зірок | Аташе                    |
| 4/5 зірок | Валенсія                 |
| 4/5 зірок | Ермітаж                  |
| 4/5 зірок | Європа                   |
| 4/5 зірок | Жардін                   |
| 4/5 зірок | Don-Plaza                |
| 4/5 зірок | Аврора                   |

| Категорія | Назва            |
| --------- | ---------------- |
| 4/5 зірок | Олд Хаус         |
| 4/5 зірок | Темерніцкая      |
| 4/5 зірок | Ельбузд          |
| 3/5 зірок | Ростов           |
| 3/5 зірок | Вертол Готель    |
| 3/5 зірок | Amaks            |
| 3/5 зірок | Шері Холл        |
| 3/5 зірок | Лотос            |
| 3/5 зірок | Готель Парк Сіті |
| 2/5 зірок | Шато             |
| 2/5 зірок | Олімп            |

### Кінотеатри
Діючі:

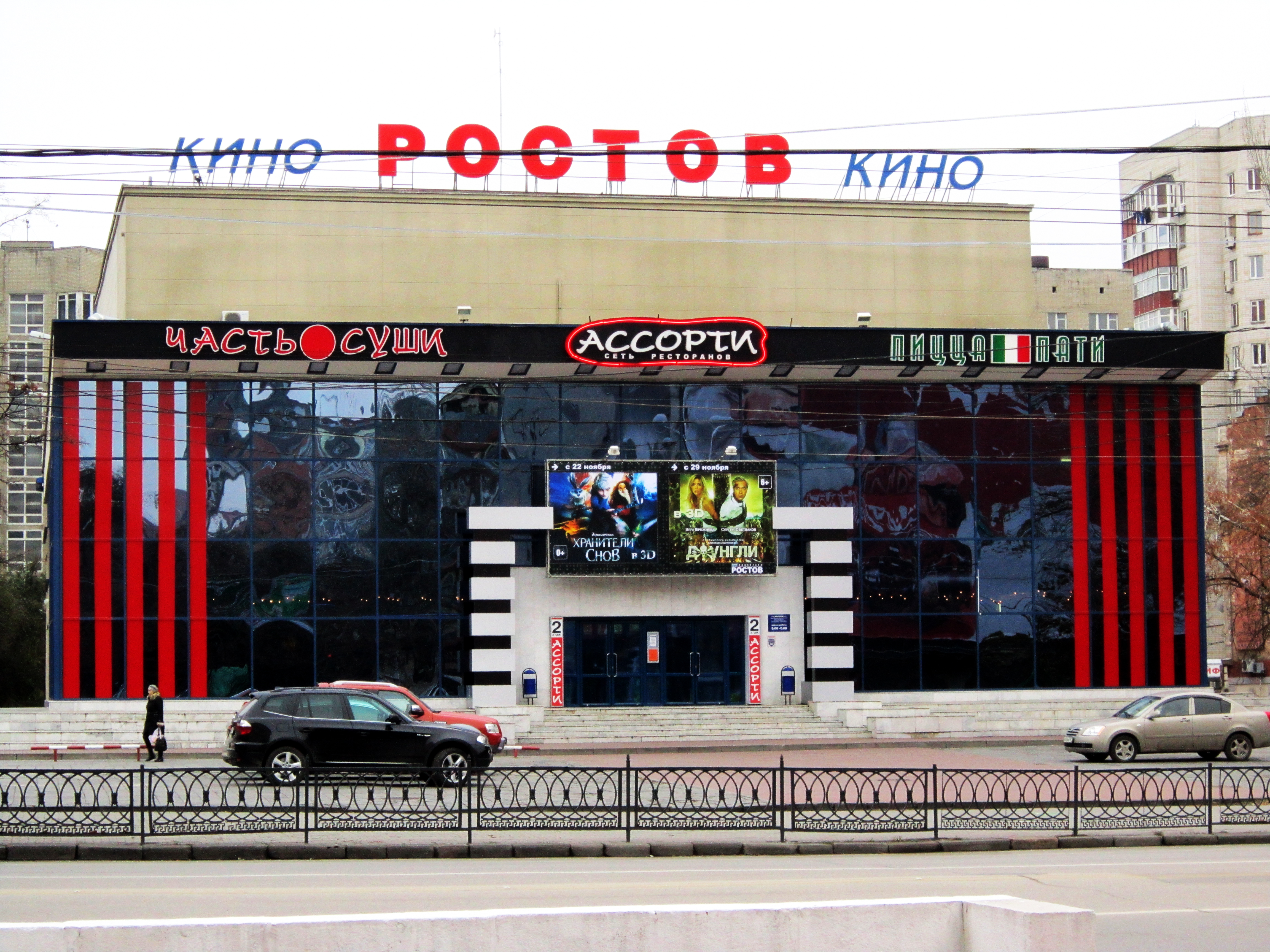
Кінотеатр «Ростов»

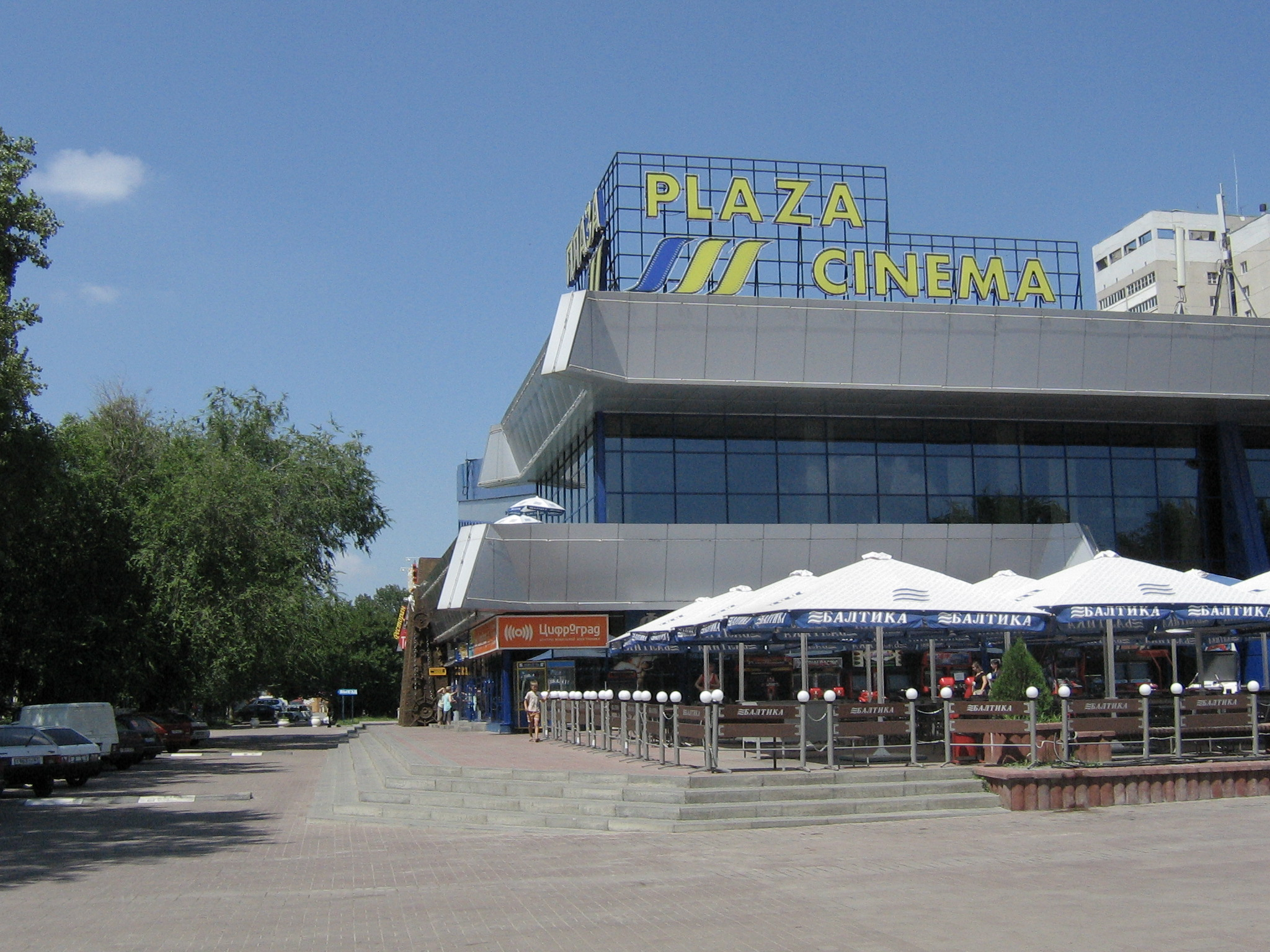
Кінотеатр «Plaza Cinema»

- «Великий» на Червоноармійській (ТЦ «Вавилон») (11 залів)
- «Кіномакс-Дон» (8 залів загальною місткістю 1230 місць). 3D-кінозал
- «Люксор» (9 залів залів загальною місткістю 1227 місць). 3D-кінозал
- «Кіномакс-Перемога» (колишній кінотеатр «Перемога», зал на 800 місць)
- «Plaza Cinema» (колишній кінотеатр «Плевен», два зали на 540 та 240 місць). Можливий перегляд фільмів у форматі 3D
- «Чарлі Західний» (колишній кінотеатр «Сокіл», 3 зали загальною місткістю 672 людини). 3D-кінозали
- «Чарлі Північний» (4 зали по 180 місць). 3D-кінозал
- «Ростов» (зал на 630 місць)
- «Дом Кино» (зал на 154 місця)
- «Сінема Стар» (ТРЦ «РІО», 6 залів)
- Автокінотеатр «цейтнот» (на 100 автомобілів)
- Кінозал Донський державної публічної бібліотеки
- Пересувний кінозал «Честер-паб»

Будівництво/реконструкція:
- «Сінема Парк» на проспекті Нагібін (16 залів)
- Багатозальний кінокомплекс на бульварі Комарова
- «Ювілейний» (зал на 800 місць), закритий на реконструкцію з 2007 року. Передбачалося створення двозальний кінотеатр в 2010 році. На поточний момент дата відкриття невідома.
- «Росія» (зал на 540 місць), закритий на реконструкцію

### Пам'ятники архітектури
- Будинок А. І. Солженіцина
- Житловий будинок Миколи Паніна
- Житловий будинок Хаджаєва
- Туалет на Газетному
- Парамоновські склади
- Ворошиловський міст
- Церква Сурб Хач

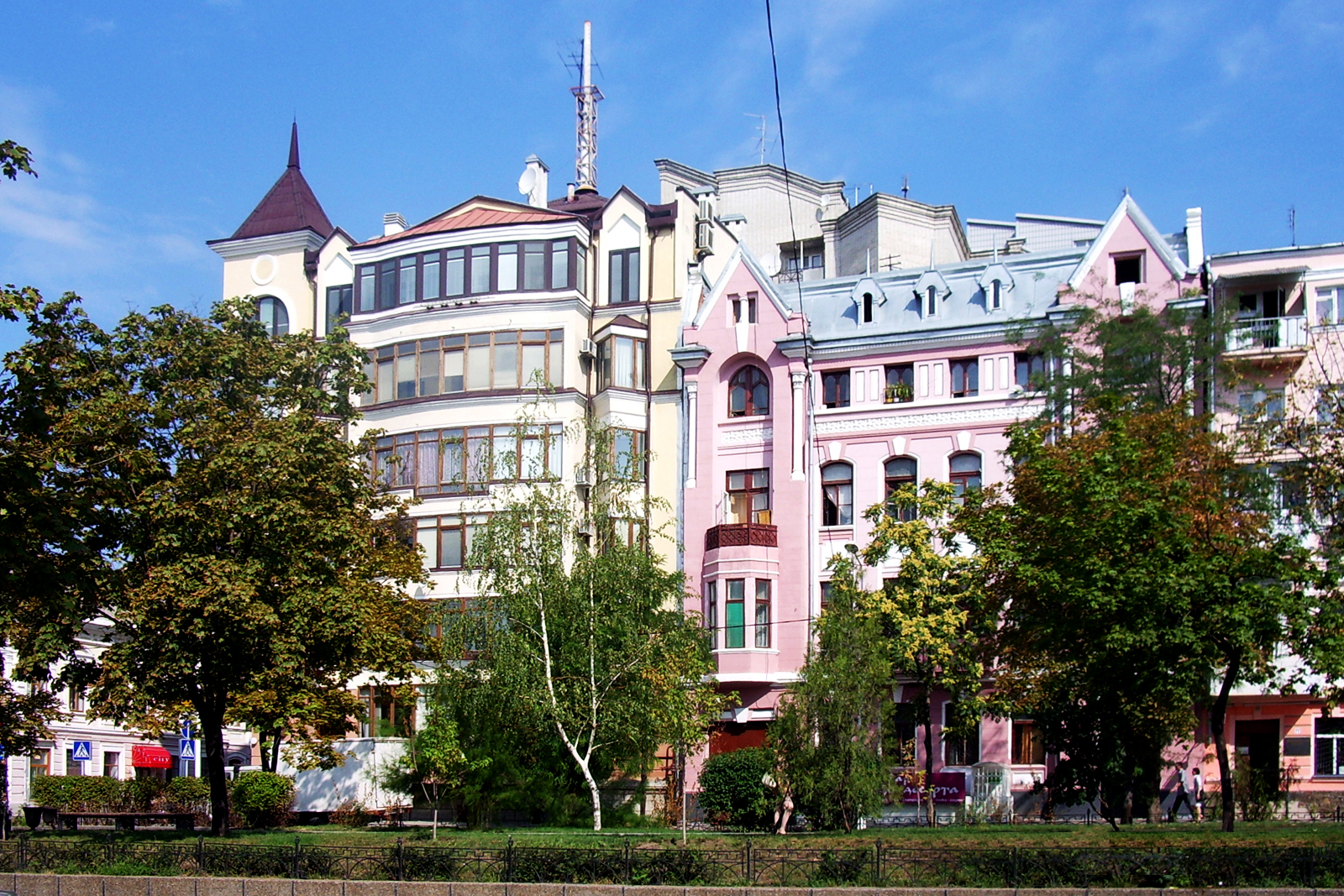
Прибутковий Будинок І. А. Е.ЛАША. Початок 20 століття

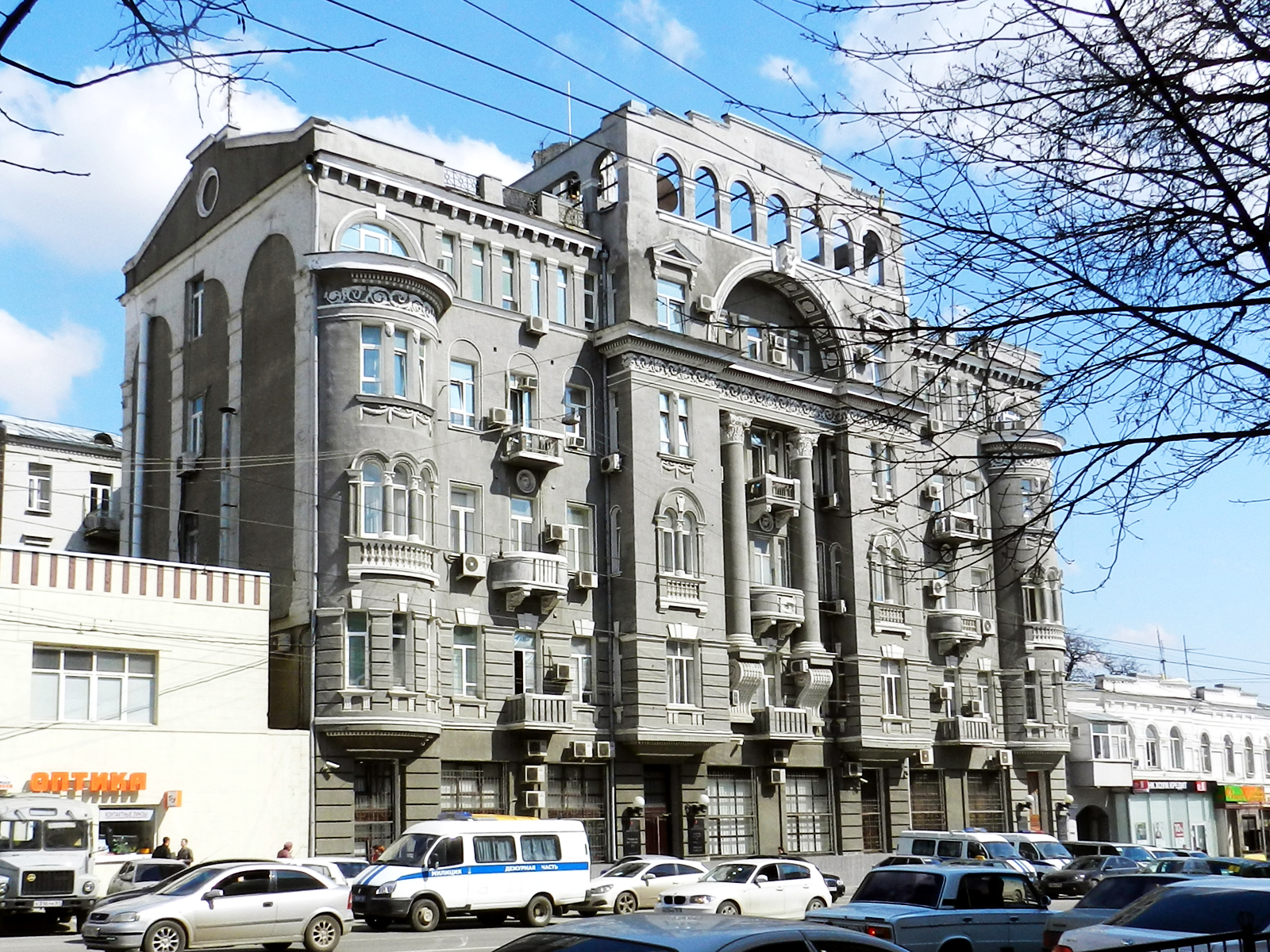
Прибутковий будинок Чирикова

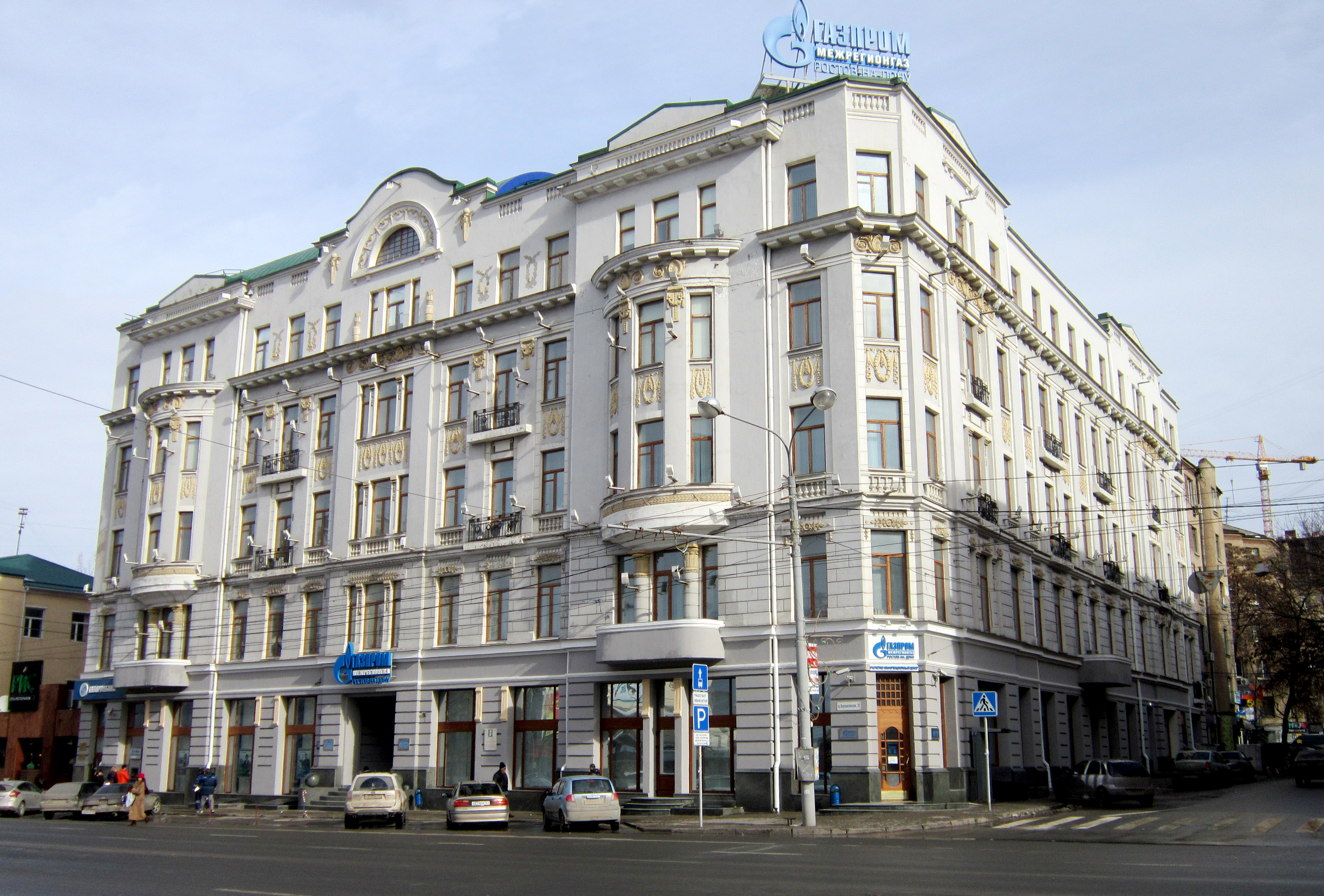
Прибутковий будинок М. В. Ширмана

- Ростовський кафедральний собор Різдва Пресвятої Богородиці
- Ростовський академічний театр драми ім. М. Горького
- Ростовський обласний музей краєзнавства
- Ростовський державний цирк
- Залізничний міст через річку Дон
- Фонтан на Театральній площі
- Годинниковий завод
- Будинок Максимова: Одна з перших кам'яних будівель в Ростові. Тут засідала міська дума і працював легендарний градоначальник Андрій Байков. Тут же розташовувалися торгові лавки, в одній з яких працював Павло Чехов — батько письменника А. П. Чехова.
- Будинок Врангеля: Наприкінці XIX століття в цьому будинку, побудованому ростовським архітектором Миколою Дорошенко, оселилася родина барона Врангеля. Тут же пройшли дитячі та юнацькі роки Петра Врангеля — одного з видатних діячів Білого руху.
- Будинок Чернової: Особняк актриси М. Н. Чернової був побудований у 1899 році на розі Великої Садової вулиці і Нікольського провулка (нині пров. Халтурінський) за проєктом архітектора Н. А. Дорошенко. Це красива будівля Ростова відомо як «Будинок з каріатидами».
- Прибутковий будинок Мильцина: Пам'ятник цивільної архітектури XIX століття. Є містотворчим центром історичної частини Ростова і зразком забудови того часу. На будівлі була табличка про те, що воно є охоронюваним пам'ятником архітектури.[29]
- Прибутковий будинок Квітко: Пам'ятник цивільної архітектури початку XX століття, будинок у стилі модерн. В оформленні використані композиційні прийоми і декор, характерні для неокласичного напряму стилю модерн — гігантські лопатки, об'єднуючі другий, третій і четвертий поверхи; геометричний орнамент над вікнами другого і третього поверху; ковані ажурні ґрати балконів із стилізованим рослинним орнаментом; аттик над трьома зближеними віконними прорізами[30]
- Водолікарня Риндзюна: У 1910 році відомий ростовський лікар І. Г. Риндзюн створив тут водолікарню — перший аналог європейських Спа-клінік на півдні Росії. У числі інших процедури тут приймав А. П. Чехов. Будівля напівзруйнована, його хотіли знести, відстояти будинок вдалося завдяки громадськості.
- Прибутковий будинок Л. Н. Кремера: Особняк Л. Н. Кремера, голови правління торгово-промислового товариства взаємного кредиту. Він був любителем і збирачем живопису, входив до ради художніх класів при товаристві витончених мистецтв. Будівля побудована в 1900-ті роки в стилі неокласицизм. На фасаді — дугоподібний еркер, два балкони, підвіконні балясини.
- Прибутковий будинок Бахчісарайцева: Будівля була побудована в стилі модерн на початку XX століття. Господар будинку — Бахчисарайці Григорій Христофорович, гласний ростовської міської думи, почесний мировий суддя ростовського судово-мирового округу, був відомим у місті аматором-садівником. В даний час будівля внесено до реєстру пам'яток архітектури.[31]
- Прибутковий будинок Ляхмаер
- Маріїнська міська лікарня

|                  |                                             |                                 |                                 |
| Будинок Чернової | Нічний вигляд розвідного залізничного мосту | Прибутковий будинок Бострікіних | Прибутковий будинок Л.М. Кремер |

#### Пам'ятки археології
На території міста є руїни стародавніх поселень, спорудження яких датується різними епохами — аж до 5 тисяч років тому. Люди селилися на Дону здавна — приблизно з міднокам'яної доби, про що свідчать численні археологічні знахідки.
В бронзову добу на околиці нинішнього Ростова-на-Дону були розташовані фортифікаційні споруди, що датуються 3 тис. років до нашої ери
- Комплекс наземних і підземних споруд фортеці святого Дмитра Ростовського
- Залишки равеліну фортеці святого Дмитра Ростовського
- Танаїс — один з найбільших пам'ятників історії Донського краю.
- Підземна галерея (на території Першотравневого парку)
- Зелений острів — маленький острів посеред Дона, що став зосередженням загадкових і непояснених явищ.
- Підземний хід для стоку води з Багатого колодязя біля артилерійської пристані (схил рельєфу у Кіровського узвозу)
- Лівенцовська фортеця
- Нижньо-Гнилівське городище

#### Пам'ятки монументального мистецтва та військової слави
У Ростові-на-Дону станом на березень 2012 року налічується близько 1000 об'єктів культурної спадщини, у тому числі 482 пам'ятки архітектури (з них 16 — пам'ятки історії та культури федерального значення), 70 пам'яток археології, 8 найбільших меморіальних комплексів, 106 пам'яток монументального мистецтва і військової слави, близько 300 меморіальних дощок.

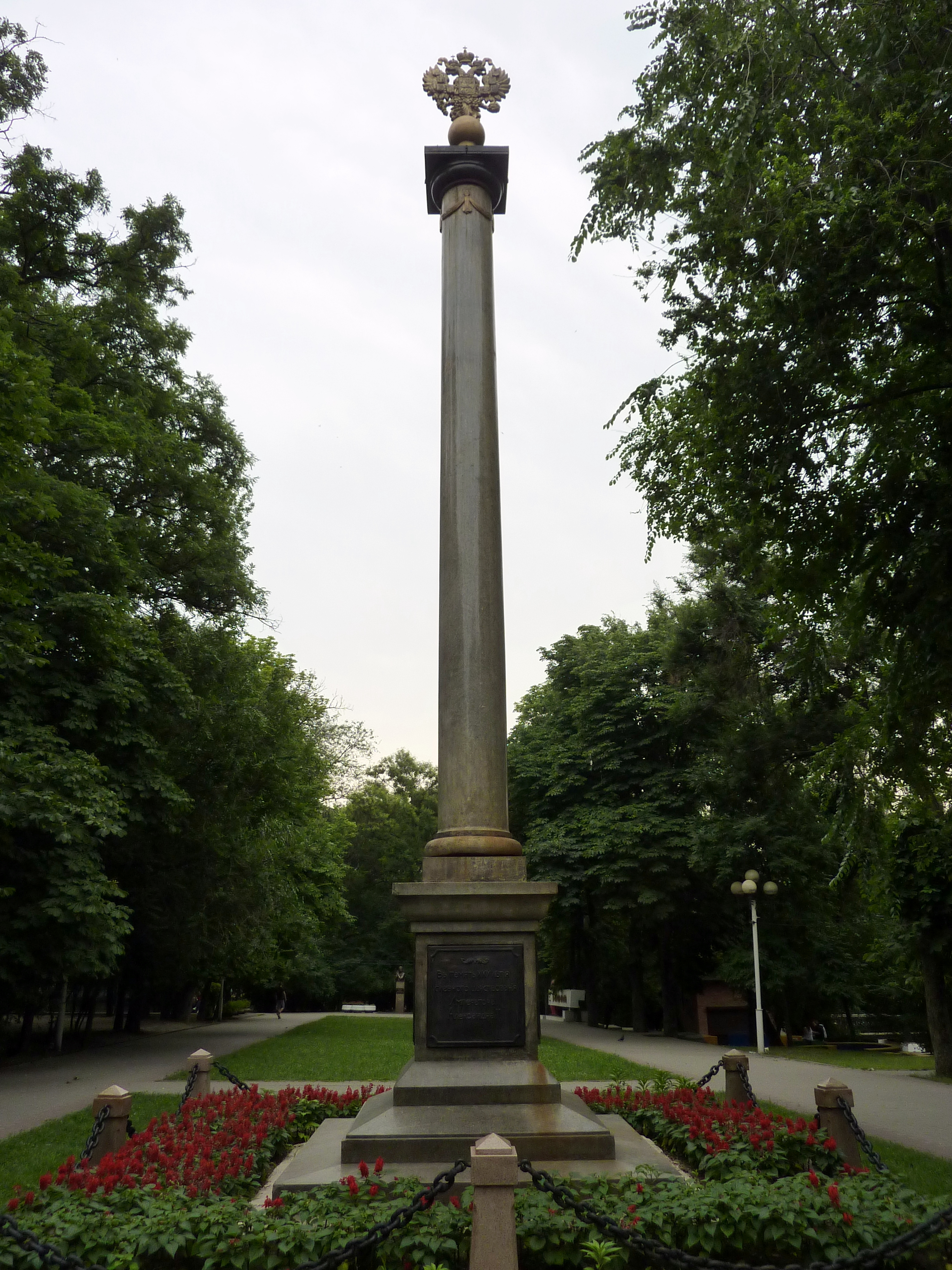
Олександрійська колона (вид від входу в парк Віті Черевичкіна)

- Меморіал у Зміївської балці — відома тим, що в серпні 1942 року німецькими окупантами було розстріляно та страчено іншими способами близько 27 тисяч мешканців Ростова-на-Дону, головним чином євреїв.[33].
- Пам'ятник Тачанка — це легендарний пам'ятник 1 кінної армії «Тачанка-ростовчанка» велична скульптура, що зустрічає їдуть з півдня ростовчан, а також тисячі пасажирів транзитного транспорту, вже більше тридцяти років служить візитною карткою міста Ростова-на-Дону, історичний пам'ятник, що символізує звільнення Ростова від білогвардійців в 1920 році. Це місце найбільшого масового знищення євреїв в Росії під час Голокосту.
- Меморіал «Воїнам-визволителям Ростова-на-Дону від німецько-фашистських загарбників» — зведений на центральній площі Ростова на честь визволення міста від ворога 14 лютого 1943. Цей пам'ятник, встановлений до дня 40-річчя Великої Перемоги, нагадує жителям міста та його гостям про трагедію воєнних років.
- Пам'ятник Темерницька митниця — 15 грудня 2010 року в сквері на набережній Дону, недалеко від впадіння в нього Темерника, практично в тому самому історичному місці, звідки і починалося місто Ростов-на-Дону, відбулося урочисте відкриття пам'ятника на честь заснування Темерніцкая митниці, правонаступницею якої стала Ростовська митниця.
- Монумент Колона Олександра II — Колона була встановлена в 1894 році на честь 25-річного правління імператора Олександра І
- Стела на Театральній площі- зведений на центральній площі Ростова на честь «визволення міста від фашистських загарбників» 8 травня 1985. Цей пам'ятник встановлено до дня 40-річчя Великої Перемоги, нагадує жителям міста та його гостям про трагедію воєнних років.
- Пам'ятник «Мати» — вона була встановлена в парку імені 1 Травня в 1979 році, коли святкувався Міжнародний рік дитини.
- Пам'ятник «Дає життя» — встановлено в 2001 році. Це — перший пам'ятник вагітної в Росії. Згодом подібні пам'ятники з'явилися і в інших містах.
- Пам'ятник страйк 1902 року — цей пам'ятник знаходиться на пагорбі при в'їзді в Західний житловий масив з центру міста, монумент присвячений подіям 1902, коли відбулася відома страйк працівників залізниці, що почалася в майстернях Владикавказской залізниці, за своєю суттю є втіленням радянсько-комуністичного епосу про боротьбу пролетаріату за свої права і свободи.
- Пам'ятник Дмитру Ростовському — 15 грудня 1999 був урочисто встановлено пам'ятник покровителю міста святому Дмитру Ростовському.
- Пам'ятник Єлизаветі Петрівні — встановлено в Покровському сквері 27 червня 2007, внесок імператриці Єлизавети в розвиток донський столиці величезний.

|                      |                              |                            |                        |                     |                            |
| Пам'ятник О.С. Шеіну | Пам'ятник Єлизавета Петрівна | Пам'ятник Першій вчительці | Пам'ятник О.В. Суворов | Пам'ятник льотчикам | Стела на Театральній площі |

|                         |  |                                                         |  |                              |  |             |
| Пам'ятник О. С. Пушкіну |  | Пам'ятник засновникам фортеці ім. Димитрія Ростовського |  | Пам'ятник Михайлові Шолохову |  | Лев і білка |

#### Меморіальні дошки
У місті є понад 400 меморіальних дощок, розташованих як на житлових і промислових будівлях, так і на пам'ятниках (будучи саме меморіальною дошкою, а не текстом на пам'ятнику). На жаль частина дощок відсутні на своїх місцях або з причини тимчасового проведення капітального ремонту будівлі, або десь будинок вже знесено.
Лідерами за кількістю встановлених меморіальних дощок є центральні райони міста — Кіровський (115) і Ленінський (92). За ними слідують Пролетарський (66), Октябрський (59), Первомайський (35), Залізничний (34), Совєтський (19) і Ворошиловський (17) райони.
Нині розглядається питання про передачу всіх меморіальних дощок міста з відання Всеросійського товариства охорони пам'яток на баланс муніципального управління культури міста.

Меморіальні і пам'ятні дошки міста Ростов-на-Дону
Єсенін С. А. Єсенін С. А.
Оленич-Гнененко А. П.Оленич-Гнененко А. П.

## Відомі люди
Категорія:Персоналії:Ростов-на-Дону
- Агабальянц Едуард Гаспарович (1932—1996) — хімік-аналітик, доктор хімічних наук, лауреат Державної премії УРСР у галузі науки і техніки.
- Ірина Аллегрова (нар. 1952) — радянська та російська естрадна співачка, актриса. Народна артистка Росії (2010).
- Юрій Антомонов (1929–1999) — радянський і український вчений, співзасновник напрямку біокібернетики, доктор біологічних наук.
- Андрій Арнаутов (нар. 1967) — український та американський джазовий виконавець.
- Баста (нар. 1980) — популярний російський реп-виконавець, композитор, телерадіоведучий, актор, сценарист, режисер і продюсер.
- Світлана Бойко (нар. 1972) — російська фехтувальниця, олімпійська чемпіонка.
- Віктор Глушков (1923–1982) — радянський і український вчений, засновник Інституту кібернетики НАН України, академік.
- Віталій Губарєв (1912–1981) — російський дитячий письменник.
- Олексій Денисенко (нар. 1993) — російський тхеквондист, олімпійський медаліст.
- Валеріан Довженко (1905–1995) — український музикознавець і композитор. Доктор мистецтвознавства (1969). Професор (1973).
- Олексій Єрьоменко (нар. 1983) — фінський футболіст російського походження.
- Сергій Жигунов (нар. 1963) — радянський і російський актор, кінопродюсер. Заслужений артист Росії (1995). Лауреат і дипломант кількох кінофестивалів і премій.
- Олександр Кайдановський (1946—1995) — російський актор, режисер.
- Людмила Карачкіна (* 1948) — радянський та український астроном.
- Віталій Каспрук (нар. 1948) — український художник-проєктант. Член Національної спілки художників України.
- Каста (гурт) — російська реп-команда з Ростова-на-Дону. До складу групи входять Владі, Хаміль, Шим, Змєй та Dj Хобот.
- Олександр Костоглод (нар. 1974) — російський веслувальник, олімпійський медаліст.
- Тетяна Котова (нар. 1985) — російська співачка, володарка титулу «Міс Росія 2006», колишня солістка російсько-української жіночої поп-групи «ВІА Гра» (2008—2010).
- Антоніна Кривошапка (нар. 1987) — російська легкоатлетка, олімпійська медалістка.
- Вікторія Лопирьова (нар. 1983) — російська модель і телеведуча. Володарка титулу «Міс Росія» — 2003.
- Олексій Мойбенко (нар. 1931) — український кардіолог, патофізіолог, академік НАН України.
- Микола Образцов (1906–1966) — український ентомолог, лепідоптеролог.
- Микола Сорокін (нар. 1952) — радянський російський актор театру і кіно, режисер, педагог. Художний керівник і директор Ростовського академічного театру драми ім. М. Горького, заступник голови Ростовського відділення союзу театральних діячів Росії, депутат Державної думи РФ III-го скликання, Народний артист Росії (1999).
- Авдій Тер-Оганьян (нар. 1961) — російський художник, засновник товариства «Искусство или смерть», галереї в Трьохпрудному провулку (Ростов-на-Дону), галереї «Вперед!» (Ростов-на-Дону). Перший художник-політемігрант в історії пост-совєцької Росії.
- Михайло Пунтов (нар. 1995) — молодий російський співак, соліст групи Герої.
- Єва Рівас (нар. 1987) — вірменська співачка. Учасник від Вірменії на пісенному конкурсі Євробачення 2010 в Осло із піснею «Apricot Stone».
- Андрій Федьков (нар. 1971) — російський футболіст, нападник.
- Хенкін Валентин Львович (1902—1978) — український радянський науковець, професор, доктор медичних наук.
- Сергій Чайка (нар. 1962) — український живописець-баталіст.
- Зінаїда Шарко (нар. 1929) — російська актриса.
- Едуард Шейкін (1929–1998) — український художник.
- Галина Щербина (нар. 1938) — українська художниця.
- Триполев Кирило(нар.1998) — російський футболіст захисник
- Олександр Назаров (нар. 1969) — заступник генерального директора Ростех.[36][37][38]

## Спорт

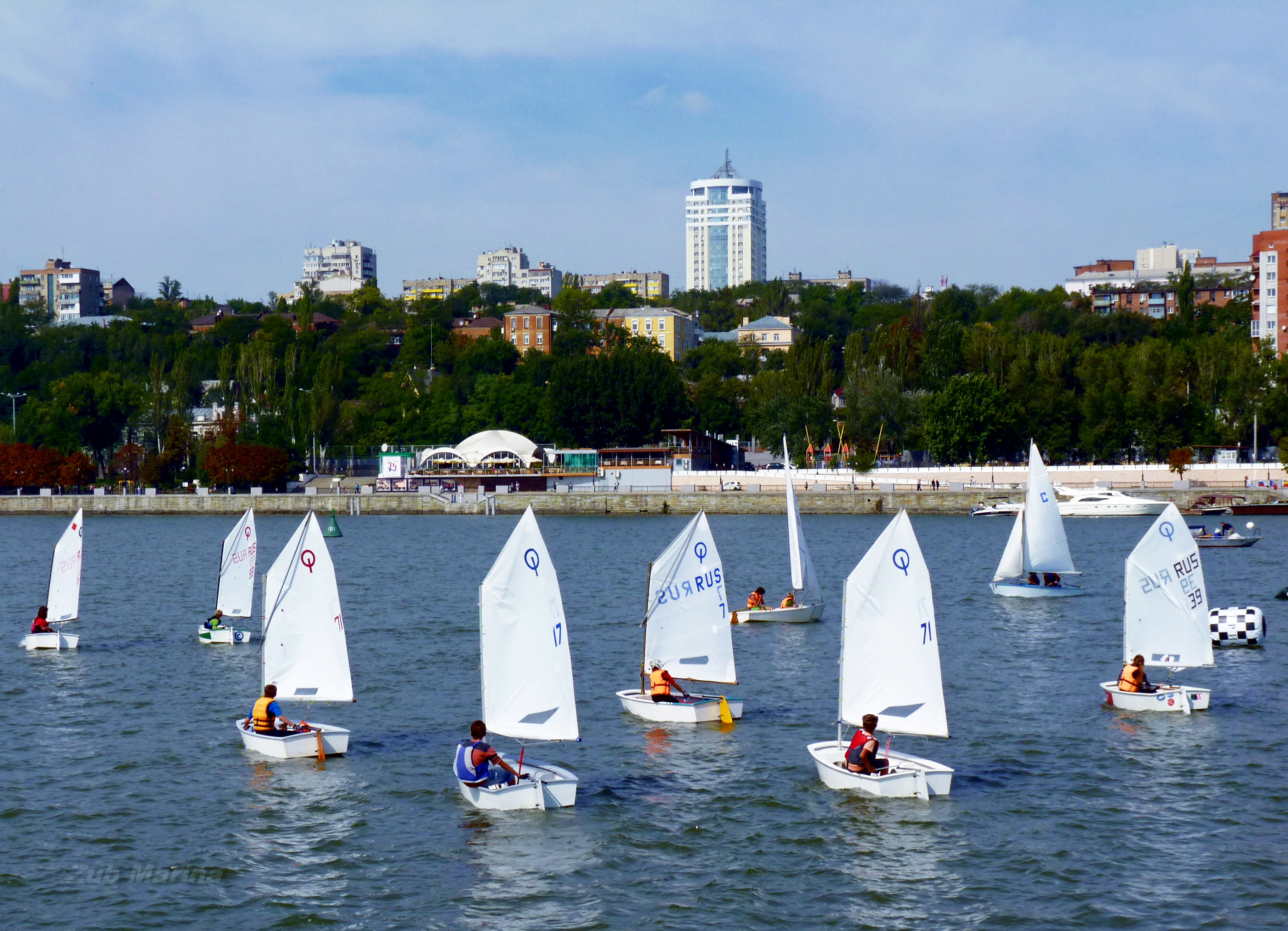
Вітрильний спорт

У Ростові-на-Дону вельми розвинений як аматорський, так і професійний спорт. У місті 10 стадіонів з них Олімп-2 місткістю понад 15 480 місць, стадіон СКА з трибуною 27 300 місць, стадіон Левбердон Арена це майбутній футбольний стадіон для проведення матчів чемпіонату світу з футболу з трибуною 43 702 місць, понад 100 спортивних зали, палац спорту, 10 критих об'єктів зі штучним льодом, Ростов-на-Дону своєму розпорядженні чималою кількістю діючих басейнів: їх понад 15. Більшість басейнів Ростова-на-Дону є не просто альтернативою природним водоймам, а цілими комплексами оздоровчих послуг. Найбільш відомими в місті є два 50-метрових басейну — Хвиля і Корал, вони ж лідирують за кількістю відвідувачів, велотрек, 4 гребних баз і каналів.

## Неофіційні назви
- Ростов, Ростов-Дон — поширені скорочені варіанти назви міста
- Південна столиця Росії[39]
- Ростов-тато[40]
- Ворота Кавказу
- Рост-Анджелес
- РнД (за першими літерами частин назви міста, за аналогією з Москвою — Мск і Санкт-Петербургом — СПб)

## Міста-побратими
У 2013 році Ростов-на-Дону і Плевен відзначають 50-річчя побратимських відносин, союз двох міст був узаконений в 1963. Таким чином, Плевен став другим, після фінського Каяні, побратимом донської столиці. Нижче представлений список міст-побратимів Ростова-на-Дону:

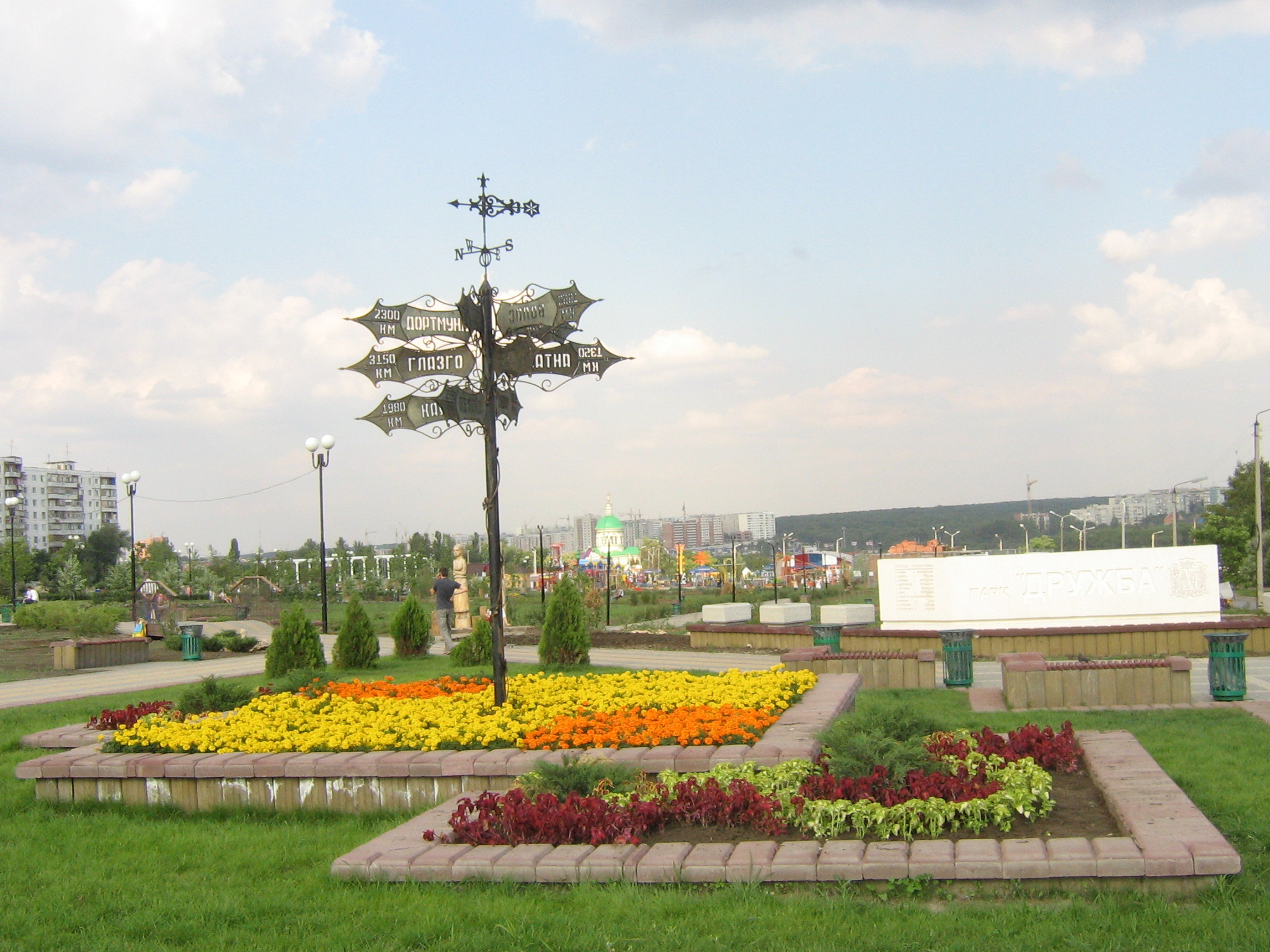
Символічний покажчик на міста-побратими у парку Дружби

| Місто    | Країна         |
| -------- | -------------- |
| Плевен   | Болгарія       |
| Дортмунд | Німеччина      |
| Гера     | Німеччина      |
| Торонто  | Канада         |
| Ле-Ман   | Франція        |
| Мобіл    | США            |
| Волос    | Греція         |
| Каяані   | Фінляндія      |
| Глазго   | Шотландія      |
| Анталья  | Туреччина      |
| Чхонджу  | Південна Корея |
| Єреван   | Вірменія       |
| Гомель   | Білорусь       |
| Орал     | Казахстан      |
| Москва   | Росія          |
| Одеса    | Україна        |
| Луганськ | Україна        |
| Донецьк  | Україна        |